# Taylor Swift nella cultura di massa

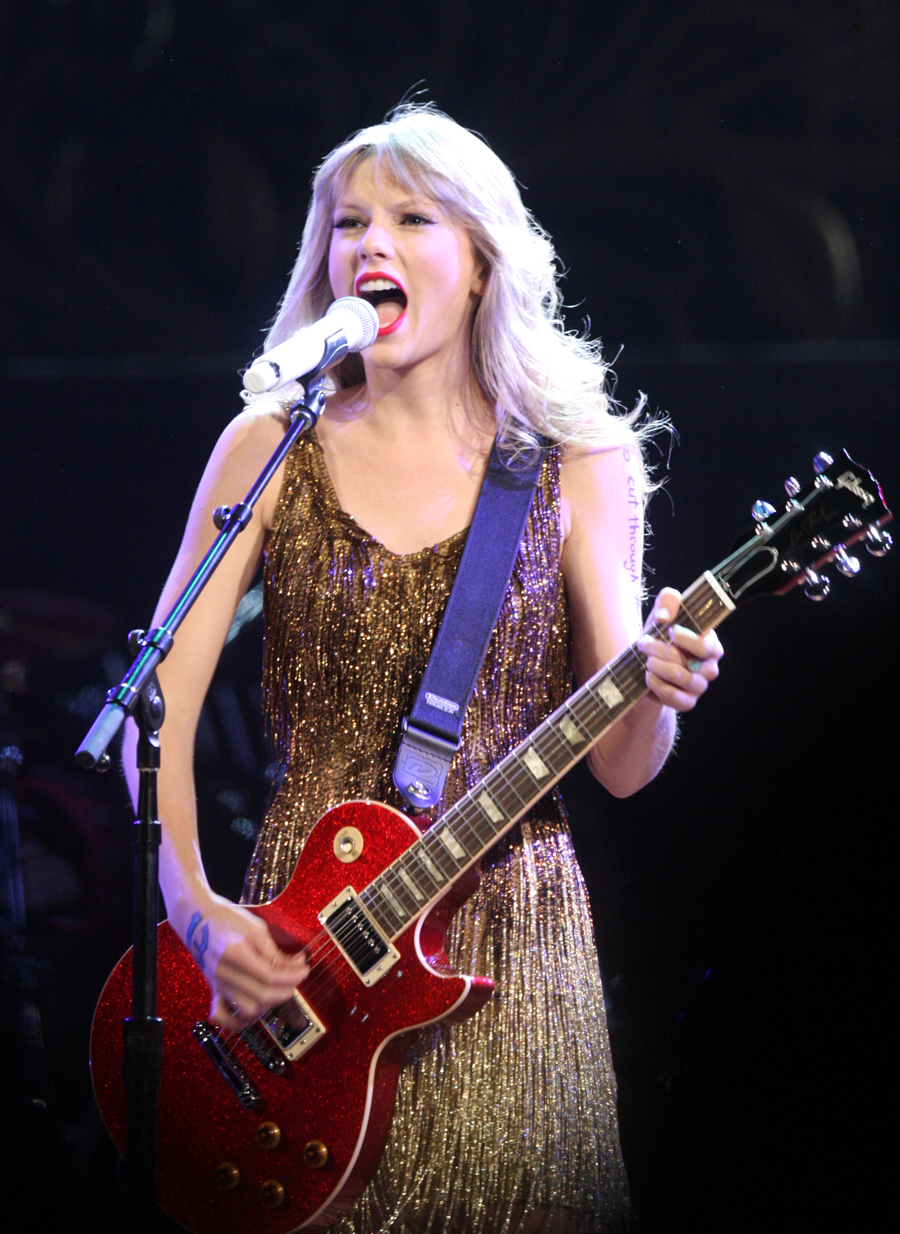
Taylor Swift è considerata un'artista musicale culturalmente significativa da diversi autori e pubblicazioni, come Burt, Cartwright, Dunn, Jericho, Lansky, McGrath, Molanphy, Politi, Sisario, Unterberger, Yahr, Yang.

L'artista statunitense Taylor Swift è accreditata di influire sulla cultura popolare con la sua musica, arte, performance, immagine, idee politiche e sociali, azioni, collettivamente indicate come effetto Taylor Swift dalle pubblicazioni giornalistiche.
Debuttando come cantautrice indipendente all'età di sedici anni nel 2006, Taylor Swift ha costantemente accumulato fama, successo e curiosità del pubblico nella sua carriera, diventando una figura monoculturale.
Taylor Swift è una delle celebrità più importanti del XXI secolo, ed è riconosciuta per la sua musicalità versatile, abilità nel scrivere canzoni e acutezza imprenditoriale che hanno ispirato artisti e imprenditori in tutto il mondo. Ha debuttato con la musica country, si è avventurata nel pop ed ha esplorato il rock alternativo, l'indie folk e gli stili elettronici, oltrepassando i confini dei generi musicali. I critici la descrivono come una quintessenza culturale che possiede una rara combinazione di successo nelle classifiche, plauso della critica e intenso supporto da parte dei fan, con conseguente ampio impatto sull'industria musicale e oltre.
Debuttando alla fine dell'era degli album fisici e affermandosi nell'epoca dell'ascesa di Internet, Taylor Swift ha guidato l'evoluzione della distribuzione, della percezione e del consumo della musica negli anni 2000, 2010 e 2020, e ha utilizzato i social media per mettere in luce varie questioni all'interno dell'industria e della società a livello mondiale. Avendo forgiato una forte influenza economica e politica, ha promosso riforme nelle strutture di registrazione, streaming e distribuzione per maggiori diritti degli artisti, ha aumentato la consapevolezza della proprietà creativa in termini di master e proprietà intellettuale e ha guidato la rinascita del vinile. Il suo costante successo commerciale è considerato senza precedenti dai giornalisti, con risultati simultanei nelle vendite di album, vendite digitali, streaming, airplay, vendite di vinili, classifiche discografiche e tournée. Bloomberg Businessweek ha dichiarato di essere "l'industria musicale", uno dei suoi tanti soprannomi onorifici. Secondo Billboard, Taylor Swift risulta essere "un sostenitore, un'icona di stile, un mago del marketing, un cantautore prolifico, uno che spinge i confini visivi e un guerriero della strada da record".
Taylor Swift risulta essere oggetto di ricerca accademica, studi sui media e analisi culturale, generalmente focalizzati su concetti di pottimismo, femminismo, capitalismo, cultura di Internet, cultura delle celebrità, consumismo, americanismo, post-postmodernismo e altri fenomeni sociomusicologici. Diverse istituzioni accademiche offrono corsi su di lei. Gli studiosi hanno attribuito in modo variabile la presenza culturale dominante di Taylor Swift alla sua sensibilità musicale, integrità artistica, impegno globale, fascino intergenerazionale, immagine pubblica e acume nel marketing. Diversi autori hanno utilizzato l'aggettivo "Swiftian" per descrivere opere che ricordano o derivano da Taylor Swift.

## Fama e celebrità
Taylor Swift rappresenta uno degli artisti musicali più venduti di tutti i tempi. È la cantante donna più ricca e la prima miliardaria della storia con la musica come principale fonte di reddito. Nel corso della sua carriera, ha pubblicato 11 album in studio e quattro album ri-registrati, supportati da numerosi singoli, oltre alle canzoni e alle collaborazioni non incluse negli album. Tutti i suoi album sono stati commercialmente redditizi e accolti positivamente dalla critica musicale. Billboard ha evidenziato come solo pochi artisti hanno avuto una combinazione di successo nelle classifiche, plauso della critica e supporto dei fan, analoga a quella di Taylor.
Diverse pubblicazioni notano la popolarità e la longevità di Taylor Swift, definendo la sua fama come "incessante" e parlando di una "influenza globale" mai vista dal XX secolo. Secondo la CNN, Taylor Swift ha iniziato il decennio degli anni 2010 come una star country e lo ha concluso come un "titano musicale". Jody Rosen del New York e Steve Chapman del Chicago Tribune hanno definito Taylor Swift rispettivamente la più grande pop star e star della musica del mondo, lasciando i suoi coetanei "in lizza per il secondo posto" secondo Rosen. Elle e Fortune hanno descritto Swift rispettivamente come "megastar del pop ai livelli celestiali" e "la più grande leader femminile del mondo".

### Presenza culturale
I giornalisti descrivono Swift come una pietra di paragone culturale. L'editorialista del The Guardian Greg Jericho ha definito Swift una "vitalità culturale" la cui popolarità costante, accentuata dall'era di Internet, ha superato quella dei Rolling Stones, Bob Dylan, David Bowie, Bruce Springsteen e gli U2, i quali avevano tutti uno spot pubblicitario di breve durata. e primo critico, mentre Swift ha continuato a trovare il successo nel diciottesimo anno della sua carriera con il suo decimo album in studio, Midnights (2022). Jericho ha affermato che solo Drake, Kanye West e Beyoncé potrebbero competere con Swift in termini di popolarità, pur ritenendo Swift l'artista femminile più popolare del XXI secolo; Drake ha menzionato Swift nella sua canzone del 2023 Red Button, con il testo "Taylor Swift l'unica persona che abbia mai considerato, la sola persona che potrebbe farmi posticipare il mio album". Chris Molanphy degli Slate ha dichiarato che la carriera di Swift è durata più a lungo di quella dei Beatles, battendo i record un tempo ritenuti "imbattibili" della band. Numerosi giornalisti hanno paragonato la sua fama a quella di Michael Jackson o Madonna. Il giornalista del New York Times Ben Sisario ha ritenuto che il dominio culturale di Swift fosse in concorrenza con Jackson e Madonna negli anni '80, definendolo qualcosa che "il mondo dell'intrattenimento aveva ampiamente accettato come impossibile da replicare nel frammentato secolo". Molti critici, tra cui Sam Lansky del Time, considerano Taylor Swift una delle ultime entità monoculturali al mondo.
All'interno della cultura delle celebrità, la musica, la vita e l'immagine di Swift sono punti di attenzione. Swift è diventata un idolo degli adolescenti dopo l'uscita del suo omonimo album di debutto nel 2006, e da allora è diventata una figura dominante nella cultura popolare, spesso definita una icona pop o una diva. Gayle Pamerleau dell'Università di Pittsburgh a Greensburg ha attribuito alla globalizzazione la fama di Swift e l'ha definita un contagio sociale che trae beneficio "dall'esistenza in un tempo di connessione globale 24 ore su 24, quando tutti sanno cosa pensano e fanno tutti gli altri". Kate Knibbs di The Ringer ha definito Swift inevitabile poiché la sua musica satura "in profondità il tessuto della vita pubblica contemporanea, che ci piaccia o no". Quindi, le scelte di carriera di Swift si traducono in riforme nell'industria musicale. In un articolo del 2016, Billboard ha affermato che, nonostante avesse avuto solo una carriera decennale, Swift aveva mostrato un impatto culturale "innegabile".
Kirsty Fairclough dell'Università di Salford ha soprannominato Swift "il centro dell'universo culturale". I giornalisti di Billboard hanno ritenuto che "la sua presenza nella musica popolare è la stessa della musica popolare stessa. Sta sparando su tutti i cilindri, attraverso più mezzi ed ere, e non ha pari al suo livello", mentre News.com.au ha affermato che "probabilmente non c'è mai stato nessuno sul pianeta culturalmente significativo come Swift". Scrivendo per il network CNN, il giornalista Scottie Andrew ha ritenuto che "ogni volta che c'è una pausa nel discorso culturale", Taylor Swift diventa l'argomento centrale. Billie Schwab Dunn di Newsweek ha osservato: "Swift ha dominato il mercato, gran parte dello zeitgeist culturale e l'attenzione dei media come nessun altro artista prima di lei". Kyle Chayka del New Yorker ha ritenuto che Swift sia una figura eroica come Napoleone e Giulio Cesare, tutti "agenti dello spirito del mondo" e simbolici dei rispettivi periodi nel tempo.
Time ha incluso Swift nelle classifiche delle 100 persone più influenti del 2010, 2015 e 2019. Nel 2014 è stata inserita nell'elenco di Forbes Under 30 nella categoria musica. Swift è diventata la donna più giovane ad essere inclusa nell'elenco di Forbes delle 100 donne più potenti nel 2015, classificata al numero 64, e la prima intrattenitrice a figurare tra le prime cinque della lista nel 2023. È stata la donna più cercata su Google nel 2019 e la musicista nel 2022, nonché la cantautrice più cercata su Google di tutti i tempi, e The Guardian l'ha nominata la donna più potente nei media britannici. I media hanno notato che ha raggiunto un nuovo apice della fama nel 2023, con Glamour che afferma che "ha ufficialmente rilevato ogni aspetto della cultura popolare". Descrivendo un consenso critico, lo scrittore Jeff Yang ha affermato che di Swift "si parla sempre più come di una forza economica della natura, un sostenitore del creatore trasformativo, organizzatore e innovatore e probabilmente il più influente e persino il più potente figura nel settore della musica."

### Simbolo americano

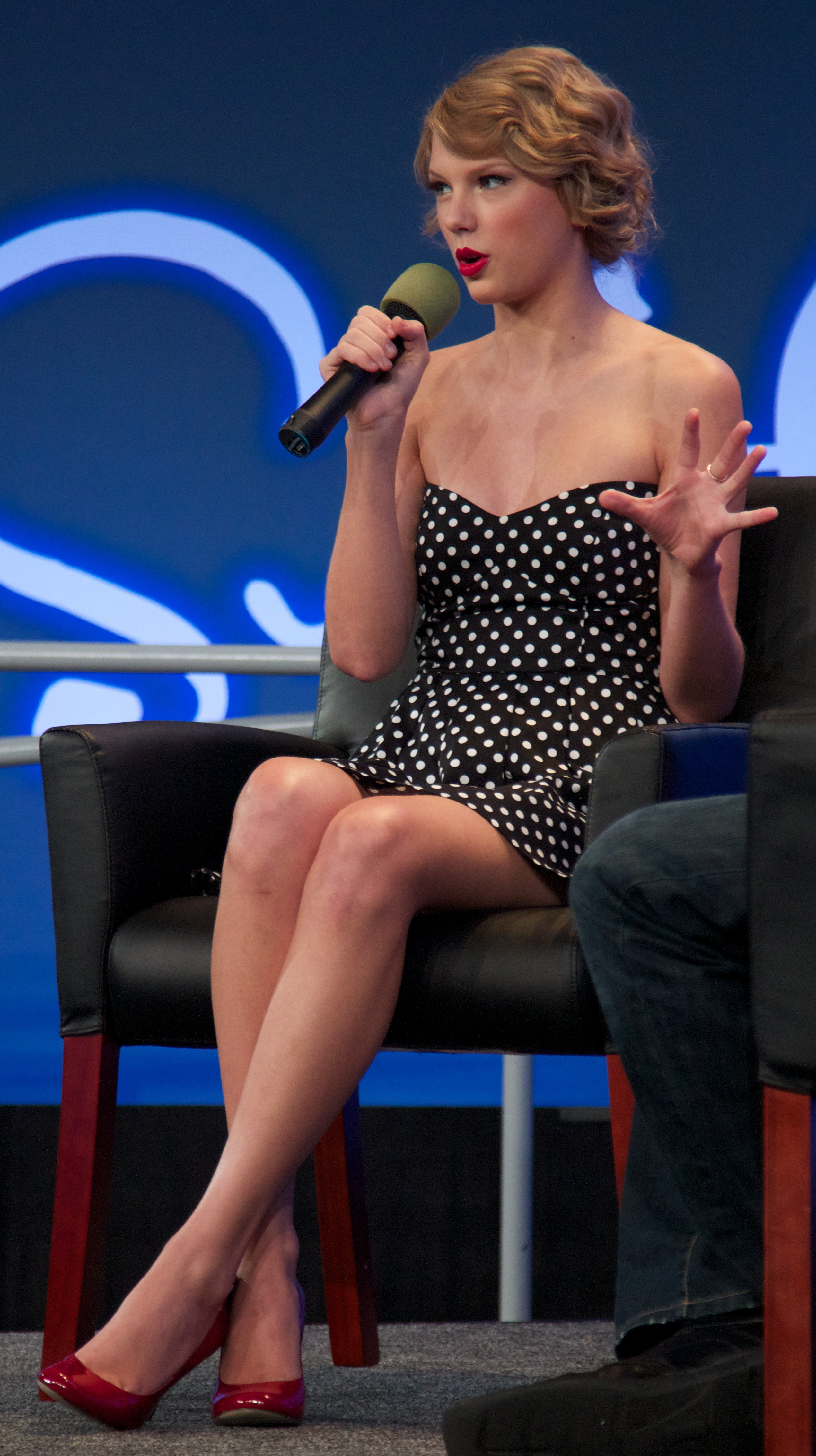
L'immagine della ragazza della porta accanto di Taylor Swift l'ha resa "la fidanzata d'America".

I giornalisti associano la fama di Swift all'americanismo. Secondo Knibbs, con il suo secondo album in studio Fearless (2008), Swift era diventata una "celebrità country consolidata in una fama americana di livello industriale" grazie alla sua maestria. Jack Dickey di Time ha affermato che Swift è diventata "la musicista più importante d'America" entro il 2014. Maxim ha definito la sua carriera "una tipica storia di successo americana". Shaina Weatherhead, collaboratrice di Collider, ha scritto che "Taylor Swift è diventata un pilastro dello zeitgeist culturale", incarnando amore, diligenza e femminismo. Weatherhead ha aggiunto che la fama di Swift l'ha trasformata in un punto fermo della cultura americana oltre che della musica americana.
Giornalisti come Ann Jamieson del Tampa Bay Times, Michael A. Cohen di MSNBC e Kaetlyn Liddy di NBC News hanno descritto Taylor come un "tesoro americano", "l'icona culturale più famosa e influente" negli Stati Uniti, e "sinonimo della cultura pop americana". La scrittrice Anna Mark ha ritenuto che il ruolo di Taylor Swift nella cultura popolare abbia avuto un impatto sulla cultura americana del nuovo millennio. In un editoriale del Washington Post, Eugene Robinson ha affermato che Taylor Swift e il Super Bowl sono i due fenomeni più amati della cultura statunitense.
Il critico culturale Greil Marcus ha osservato che Swift "indossa la bandiera americana sul viso": labbra rosse, pelle bianca e occhi azzurri. Nate Jones di Vulture e Xavi Sancho di El País considerano Swift un'incarnazione culturale dell'egemonia americana, mentre l'editorialista del Wall Street Journal Peggy Noonan ritiene che gli americani dovrebbero essere grati alla "epica storia americana" della carriera di Taylor Swift. Emily St. James di Vox ha scritto che Swift racconta le storie dei millennial americani attraverso le sue canzoni nel modo in cui Springsteen rappresentava i baby boomer americani. I giornalisti del Financial Times l'hanno descritta come uno dei "simboli culturali di maggior successo d'America". Taylor Swift si è anche metaforicamente definita "Miss Americana" nella sua canzone del 2019 Miss Americana & the Heartbreak Prince, che ha anche ispirato l'omonimo documentario del 2020 sulla sua vita e carriera.

### Tributi e onorificenze
Taylor Swift ha ricevuto molti titoli onorifici e soprannomi in riconoscimento del suo impatto. "America's Sweetheart" è un titolo che i media usavano per lei nei suoi primi giorni, a causa della sua immagine di "ragazza tutta americana"; "Princess of Country" deriva dalla sua popolarità come star country. Alcuni punti vendita l'hanno definita "Pop Titan" o "Regina del pop" a causa del suo predominio nella musica pop. Time e PopSugar hanno utilizzato "Queen of Bridges" per apprezzare la capacità di Swift di comporre bridge ben apprezzati. "Queen of Easter Eggs" fu coniato quando Swift divenne nota per gli easter egg e gli indizi incorporati nei cicli dei suoi album. È stata soprannominata "l'industria musicale" da Bloomberg Businessweek e dalla giornalista americana Barbara Walters alla luce della sua presa sulla fibra del settore.
Nel 2019, Taylor Swift diventa la prima a ricevere il titolo di Donna del decennio (anni 2010) da Billboard per essere stata "uno degli artisti musicali più affermati di tutti i tempi nel corso degli anni 2010", e gli American Music Awards l'ha nominata Artista del decennio per le sue vittorie da record negli anni 2010. Nel 2021, i Brit Awards hanno assegnato a Taylor Swift il trofeo Global Icon "in riconoscimento del suo immenso impatto sulla musica in tutto il mondo". Nel 2022, la Nashville Songwriters Association International l'ha nominata Cantautrice del decennio per riconoscere il suo successo come scrittrice. Nel 2023, le è stato conferito l'Innovator Award dagli iHeartRadio Music Awards per "il suo impatto sulla cultura pop globale" e nominata Persona dell'anno da Time, la prima volta che un intrattenitore ha ricevuto il titolo nei suoi 96 anni di storia.
Parecchi oggetti e luoghi hanno preso il nome da Taylor Swift. Il Country Music Hall of Fame and Museum di Nashville, nel Tennessee, ha istituito il Taylor Swift Education Center per ospitare attività legate al curriculum per gruppi scolastici, programmi musicali, workshop e conferenze sui libri. Taylor Swift ha ricevuto una laurea ad honorem in Belle Arti dalla New York University nel 2022 per essere "una delle artiste più prolifiche e celebrate della sua generazione". Ha due organismi che prendono il suo nome: Nannaria swiftae e Castianeira swiftay. I botanici hanno chiamato un sensore remoto per piante TSWIFT (Tower Spectrometer on Wheels for Investigating Frequent Timeseries).

## Musica

### Revival della musica country

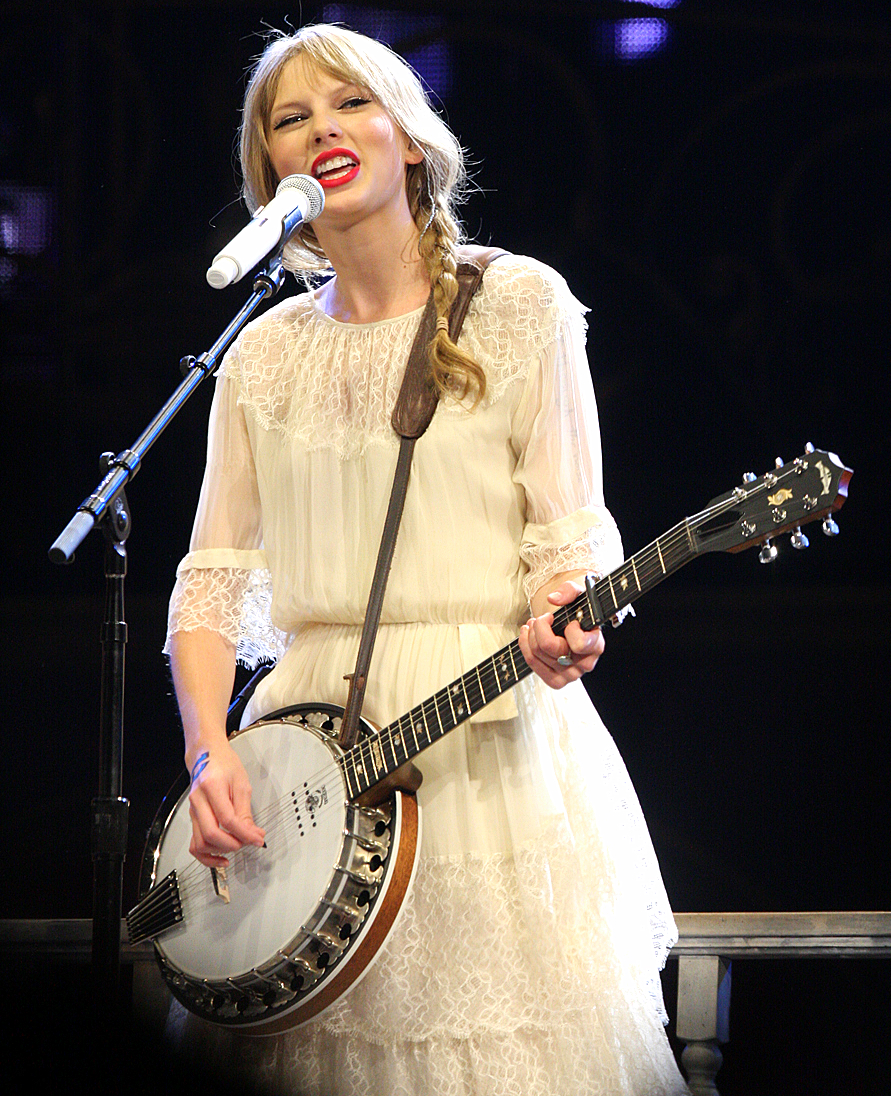
Swift esegue Mean durante lo Speak Now World Tour (2012) a Sydney, in Australia.

Taylor Swift ha rimodellato la scena della musica country del XXI secolo. Il panorama country è "molto diverso oggi", secondo Tom Roland di Billboard, a causa di Swift e delle sue decisioni di carriera che diversi critici consideravano "non ortodosse". Rosen ha descritto Swift come il primo atto country la cui fama si è estesa oltre gli Stati Uniti e ha segnato a livello internazionale, poiché ha offerto "modernità, cosmopolitismo, gioventù" in un genere che tradizionalmente rappresenta il conservatorismo, il campanilismo e gli anziani. Il suo successo nelle classifiche si estese all'Asia e al Regno Unito, dove la musica country non era stata popolare. A febbraio 2011, Fearless ha venduto 400.000 copie a Hong Kong, Taiwan, Indonesia e Filippine. Dopo la sua ascesa alla fama, le etichette discografiche country si interessarono a ingaggiare giovani cantanti in grado di scrivere la propria musica. Nel 2008, Sasha Frere-Jones del New Yorker ha definito Swift una "studente straordinariamente abile di valori consolidati". Frere-Jones ha scritto, parlando di Taylor Swift come artista di apertura dei Rascal Flatts, che l'artista brillava "sul palco, eseguendo un pezzo sui bidoni della spazzatura come percussioni e cambiando ritmo senza pausa - la sua voce, per tutto il tempo, leggera, ansimante e senza affettazione - ha dato energia al pubblico con la professionalità che ha dimostrato fin dall'età di quattordici anni." Rolling Stone ha affermato che la musica country di Swift ha avuto un grande impatto sulla musica pop degli anni 2010. La Country Music Association ha riconosciuto "l'impatto positivo a lungo termine di Swift sull'apprezzamento della musica country per le generazioni a venire" assegnandole il secondo Pinnacle Award nel 2013.
Secondo Roland, Swift ha insistito per scrivere le sue canzoni, traendo ispirazione dalla sua vita reale. È entrata nella musica country, che storicamente è stata "un luogo in cui gli adulti cantavano canzoni da adulti per altri adulti". Con le sue canzoni autobiografiche di romanticismo e crepacuore, Swift ha introdotto il genere country a una generazione più giovane a cui si può identificarsi. Sebbene il pubblico target della radio country statunitense fosse di età compresa tra 25 e 54 anni, gli ascoltatori erano generalmente limitati a quelli di età superiore ai 35 anni. Molti artisti di musica country, dirigenti di etichette e programmatori radiofonici hanno tentato senza successo di abbassare questa età media dall'inizio degli anni '80, ma con l'ascesa di Swift tra la metà e la fine degli anni 2000 l'età media è scesa sotto i 25 anni con il genere che attira gli adolescenti. Secondo il programmatore John Shomby, Swift "scriveva per quella specifica età ed è stato il primo a farlo". Il critico Gavin Edwards ha affermato che, sebbene LeAnn Rimes abbia ottenuto un grande successo commerciale come cantante country adolescente negli anni '90, non poteva avere la longevità di Swift poiché "la maggior parte delle stazioni radio country moderne sono strettamente focalizzate sulle donne sopra i trent'anni"; ha attribuito l'ascesa alla fama di Swift a "una rara miscela di adolescente sciocca e commessa raffinata, che le ha permesso di attingere a un enorme mercato di adolescenti amanti della campagna".
Swift è stata una delle prime band country a utilizzare Internet come strumento di marketing, promuovendo la sua musica attraverso Myspace, che è stato il più grande sito di social networking al mondo dal 2005 al 2009. Ha creato la sua pagina MySpace il giorno prima del lancio della sua allora etichetta, Big Machine Records (31 agosto 2005), e alla fine ha accumulato oltre 45 milioni di stream tramite MySpace, che il CEO dell'etichetta Scott Borchetta ha citato per convincere le stazioni radio country "scettiche". del pubblico di nicchia di Swift. Da allora, i seguiti sui social media e i dati dei servizi di streaming sono stati utilizzati "per dimostrare la fattibilità di un atto alla radio". Sisario ha attribuito a Swift il merito di aver ampliato l'attrattiva della musica country, di averla presentata al pubblico più giovane e di aver contribuito a far sì che la radio country superasse la Top 40 come il formato più grande negli Stati Uniti.

### Musica pop

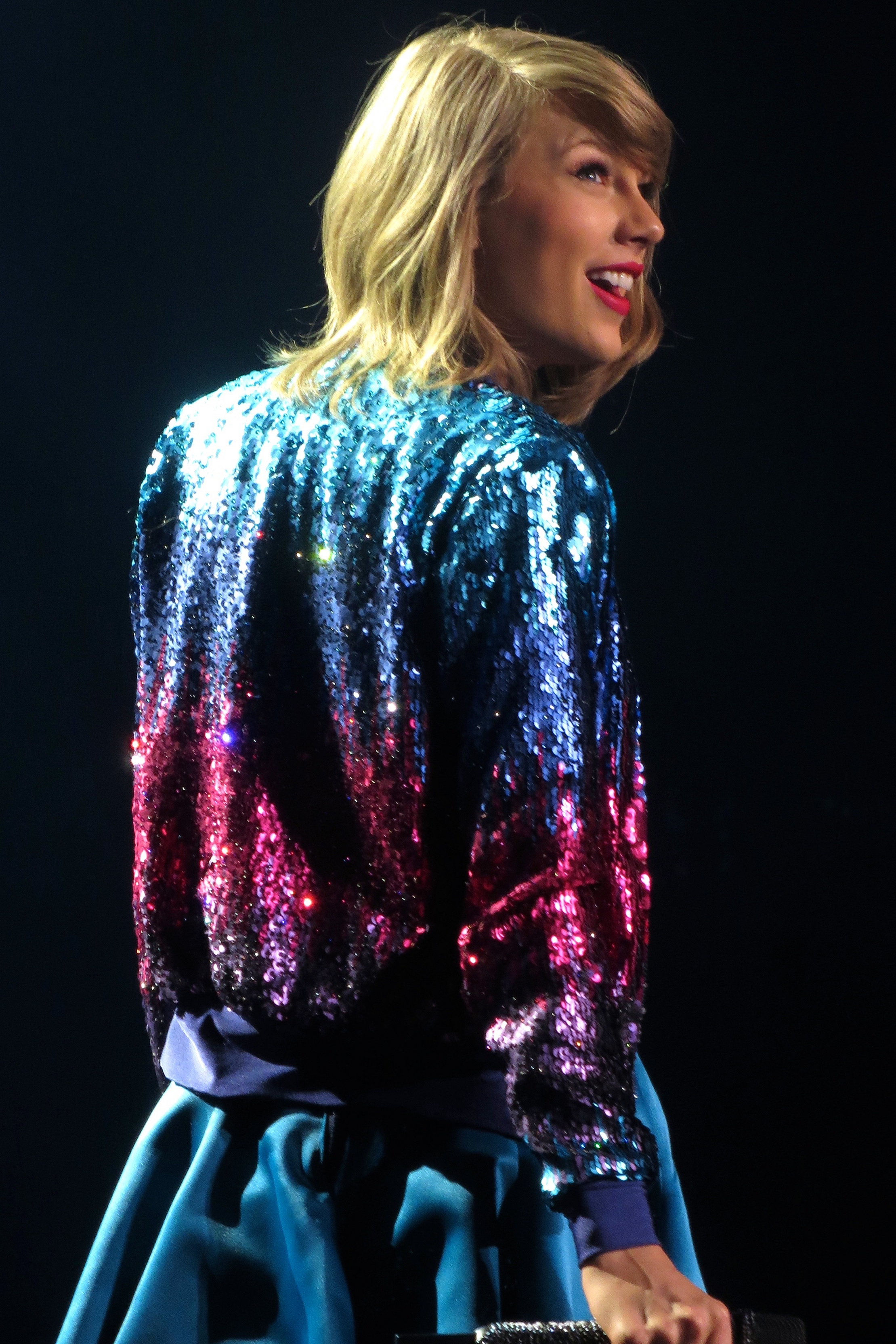
Taylor Swift ha evitato le tendenze urbane e dance prevalenti nella musica pop degli anni 2010 per abbracciare il "pop puro" con il suo album 1989, che secondo i critici la ha convertita in una icona pop.

I giornalisti hanno evidenziato come Swift abbia ridefinito la direzione della musica pop del XXI secolo espandendo i confini percepiti del pop per portare avanti coinvolgimento emotivo e ambizione artistica senza rinunciare al successo commerciale, sfidando le convinzioni critiche. Nel 2013, Rosen ha descritto Taylor Swift dell'era red come una figura compassata: "la preferita di un critico rock che non ha il minimo sentore di cool controculturale in lei", distinguendola dalle pop star che seguivano la tendenza alla "volgarità" di il periodo. Nel 2016, Roland ha affermato che Swift "è riuscita a conquistare il paese e, con una mossa senza precedenti, a diventare pienamente una artista pop con il suo ultimo album, 1989, senza nemmeno un intoppo". Il successo commerciale di 1989 trasformò l'immagine di Swift da cantante country a pop star a tutti gli effetti. I suoi singoli hanno ricevuto una forte rotazione dalle radio statunitensi nell'arco di un anno e mezzo dopo la sua uscita, cosa che Billboard ha notato come "una sorta di onnipresenza culturale" rara per un album degli anni 2010.
L'accademico di discipline umanistiche Shaun Cullen ha descritto Swift come una figura "all'avanguardia del pop postmillenario". Le retrospettive di Jay Willis di GQ, Sasha Geffen di Vulture, Hannah Mylrea di NME notano come 1989 abbia evitato le tendenze crossover di hip hop e R&B, influenzando gli artisti più giovani a esplorare il "pop puro" e coltivando una tendenza di suono nostalgico in stile anni '80. Ian Gormely del The Guardian considerava Swift una figura di spicco del poptimismo del XXI secolo che sostituì la musica da ballo e le tendenze urbane con l'ambizione. Ha scritto che la sua transizione al pop ha dimostrato che "il successo nelle classifiche e la chiarezza della visione artistica non sono idee che si escludono a vicenda". ha attribuito il successo della transizione pop di Swift ai suoi testi radicati in un coinvolgimento emotivo stratificato piuttosto che a temi superficiali che dominavano il pop mainstream.
Secondo Lucy Harbron dei Clash, pop star come Dua Lipa non esisterebbero se Swift non avesse normalizzato la fusione di diversi generi di musica pop nel 1989, una tendenza esplicita tra gli artisti pop sin dall'album. Ha aperto la strada agli artisti "che non desiderano più essere ghettizzati in generi musicali separati", per Neil Smith della BBC. I critici Sam Sanders e Ann Powers consideravano Swift come "un composto sorprendentemente riuscito di pop star megawatt e cantautore da camera da letto" mentre Philip Cosores di Uproxx riteneva che Swift non fosse completamente conforme né alla pop star tradizionale né al "rocker classico" estetica, presentando un nuovo tipo di arte.

### Eterogeneità di genere

La chitarra e il microfono Les Paul di Taylor Swift del Red Tour (2013-2014), collocati nel Museo degli strumenti musicali di Phoenix.

Swift si è avventurata in generi diversi e ha intrapreso reinvenzioni artistiche nel corso della sua carriera. Pitchfork ha affermato nel 2021 che Swift ha cambiato per sempre il panorama musicale con un catalogo "singolare percettivo" che accoglie i cambiamenti musicali e culturali. Harbron ha affermato che la carriera di Swift in tutti i generi ha incoraggiato i suoi coetanei a sperimentare suoni diversi. La BBC e il Time hanno definito Taylor Swift un "camaleonte della musica". Swift ha dichiarato che "sapeva che doveva continuare a innovare" per stare al passo con le etichette discografiche che lavoravano per sostituirla.
Il quarto album di Swift, Red (2012), ha intensificato il dibattito critico sulla sua categorizzazione di genere, poiché a quel tempo era un'artista country, ma Red conteneva elementi pop, elettronici e rock pesanti. Swift ha detto che sceglie di lasciare che siano gli altri a etichettare i generi. I critici hanno ritenuto che red significasse l'inevitabile transizione di Swift al pop mainstream. Randall Roberts del Los Angeles Times ha affermato che Red è "musica popolare americana perfettamente resa" indipendentemente dal fatto che si tratti di un disco pop o country. Jon Caramanica del New York Times ha definito Swift "una pop star in un contesto country". Secondo Harbron, Red ha dimostrato all'industria che l'avanguardia non è l'unico approccio sperimentale nella musica e che Swift "ha aperto una porta a ogni altro musicista" nel 2012 per unire più generi in un album.
Dopo 1989, Swift ha pubblicato i suoi album del 2020 Folklore e Evermore, che sono stati descritti come un mix di indie folk, pop da camera, e stili rock alternativo. Hanno ampliato la percezione della discografia di Swift, con molti critici che descrivono il suo catalogo come una raccolta di canzoni musicalmente eterogenea. Avendo dimostrato un fascino emo, le canzoni di Swift sono spesso interpretate da gruppi pop-punk e metalcore. Il cantautore americano Noah Kahan ha affermato che Folklore ed Evermore hanno contribuito a riaccendere l'interesse popolare per la musica folk, e Billboard ha attribuito a Taylor Swift il potere "di portare qualsiasi suono desideri nell'orbita mainstream".

### Scrittura di canzoni
Swift si è presentata con entusiasmo come cantautrice sin dall'inizio della sua carriera. È principalmente una scrittrice arricchita da Nashville, "imbevuta dei valori di artigianato e narrazione di Music Row" secondo Rosen. Le sue canzoni sono note per la loro passione e le emozioni intense. Secondo Zoya Raza-Sheikh di The Independent, Swift è in grado di bilanciare temi universali con iperspecificità, possedendo "un talento straordinario nel riflettere l'angoscia emotiva del mondo attraverso il proprio obiettivo". Essendo personale e vulnerabile nei suoi testi, il giornalista musicale Nick Catucci ha affermato che Swift ha contribuito a fare spazio ad altri cantanti come Ariana Grande, Halsey e Billie Eilish per fare lo stesso in seguito. La professoressa Hannah Wing della Wichita State University ha attribuito la popolarità di Swift all'intimità nella sua musica, coltivando un "sentimento di vicinanza". Secondo Scarlet Keys, professoressa di cantautrice al Berklee College of Music, Swift "mescola la poesia con un linguaggio molto colloquiale e attuale", e usa spesso espedienti poetici ma sa anche essere "pratici", come in Mean (2011) o Shake It Off (2014). Allo stesso modo, Sam Corbin del New York Times ha descritto Swift come "un'anticonformista linguistica, che scrive testi che alternano metafore miste e confessionali orecchiabili".
Secondo Raza-Sheikh, Fearless e Speak Now (2010) hanno rappresentato l'innocenza adolescenziale di Swift che ha risuonato con un vasto pubblico, seguito dai suoi dischi maturati Red e 1989, che hanno mostrato la sua sicurezza nel definire la sua narrativa, diventando "senza paura di sconvolgere lo status quo e i critici"; ha esplorato "il ruolo del cattivo" nel suo sesto album in studio, Reputation (2017). Solamente in Folklore e Evermore alcuni critici hanno preso atto della credibilità artistica di Taylor Swift. I critici hanno considerato sia Folklore che Evermore come reinvenzioni poetiche, contestualizzandoli come "progetti da isolamento" o archetipici "album da quarantena". Uproxx ha notato che folklore ha cambiato il tono della musica nel 2020. Il critico Tom Hull ritiene che Swift abbia "catturato lo spirito dei tempi" con Folklore. Il New York Times e Vogue hanno definito Folklore uno dei momenti più belli della "era COVID". Il critico rock Robert Christgau ha osservato che la costante produzione artistica di Swift l'ha resa una cantautrice duratura, etichettandosi come un "ammiratore di lunga data" di Taylor Swift.
Lo studioso britannico Jonathan Bate ha definito la cantante come una "vera poeta" con una "sensibilità letteraria" che evoca autrici del calibro di Emily Dickinson e Charlotte Brontë. Stephanie Burt, professoressa di inglese presso l'Università di Harvard, ha descritto le capacità di scrittura di Taylor Swift come rare "sia a livello macro della scrittura di canzoni - presentare una storia o un'idea - sia a livello micro di mettere insieme vocali e consonanti". Secondo Andrew Unterberger di Billboard, Swift ha alzato il "tetto commerciale" per i cantautori, avvantaggiando artisti come Zach Bryan e SZA, che sono principalmente cantautori che enfatizzano temi personali. Le canzoni di Taylor Swift hanno anche aiutato i non madrelingua, in particolare i fan al di fuori dell'anglosfera, a imparare la lingua inglese. Taylor Swift è la cantautrice più cercata di tutti i tempi su Google, e il termine "Swiftian" è stato utilizzato nel giornalismo musicale per descrivere opere simili alla produzione della cantante o derivate dalla sua musica.

## Successo commerciale
Swift si è guadagnato la reputazione di "perenne in cima alle classifiche" secondo Time. La sua discografia ha ottenuto un enorme successo commerciale in tutti i formati e settori. Rosen riteneva che si trattasse di una cosa storicamente senza precedenti, che smentiva le presunte nozioni di successo commerciale della musica nel XXI secolo. Alla fine degli anni 2010, le pubblicazioni consideravano i suoi album da un milione di copie venduti una peculiarità nel settore dominato dallo streaming, poiché la fine dell'era degli album è stata segnata dal calo delle vendite di album. Quindi i musicologi Mary Fogarty, Gina Arnold e Paul Théberge la definiscono un'anomalia. Dopo il duraturo successo di Swift negli anni '20, The Atlantic ha affermato che il "regno" di Swift sfida la convenzione secondo cui l'apice del successo commerciale di un artista dura solo pochi anni, mentre Rolling Stone la considera "un genere a sé stante", formando una parte importante dei dati totali sul consumo di musica. Joe Coscarelli, sul New York Times, ha attribuito il successo duraturo di Swift a "un mix di prolifica produzione artistica e implacabile esperienza negli affari, oltre al dominio culturale come celebrità".

### Stati Uniti
Artista di grande successo in numerose classifiche di Billboard, a Swift è stato riconosciuto il merito di aver ampliato i confini del successo commerciale. Si colloca all'ottavo posto nella classifica dei più grandi artisti di tutti i tempi - una lista di Billboard che classifica gli artisti musicali in base al successo nelle classifiche - come l'unico atto del 21 ° secolo tra i primi 15. Superando i Beatles per stabilire un nuovo record, è l'atto in carica più longevo della Billboard Artist 100 (100 settimane); il solista con il maggior numero di settimane cumulative in cima alla Billboard 200 (68); la donna con il maggior numero di numeri uno nella Billboard 200 (12), voci nella Hot 100 (212), voci nella top 10 Hot 100 (42), e settimane in cima alla classifica dei migliori album country (99); e il gruppo con il maggior numero di brani digitali al numero uno (26), il maggior numero di brani Pop Airplay al numero uno (12), e il brano più lungo in cima alla Hot 100, All Too Well (10 Minute Version). Swift è il primo e unico artista a monopolizzare la top 10 degli Hot 100 e a piazzarsi come artista numero uno di fine anno per Billboard in tre decenni diversi (2009, 2015 e 2023).
I critici descrivono il potere commerciale di Swift come impareggiabile, poiché il suo successo è equamente distribuito tra streaming, vendite di album puri e vendite di brani. È l'unica band nella storia dei Luminate Data ad avere sette album (o più di due album) - Speak Now, Red, 1989, Reputation, Midnights, 1989 (Taylor's Version) e The Tortured Poets Department - che hanno venduto oltre un milione di copie in una settimana. Per la rivista New York, i suoi dati di vendita dimostrano che è lei "quella che piega l'industria musicale alla sua volontà". Le riviste Financial Times e I-D hanno definito Swift "l'ultima superstar del pop", data la sua capacità di generare cifre di vendita mai viste dall'era delle "boy band degli anni '90", che era considerata il picco commerciale del business musicale statunitense.

### Internazionale
La Federazione Internazionale dell'Industria Fonografica (IFPI) l'ha nominata Global Recording Artist of the Year nel 2014, 2019, 2022 e 2023 per essere stata l'artista più consumata in quegli anni; è l'unica artista a raggiungere questo obiettivo tre e quattro volte. Charlotte Kripps di The Independent ha affermato che Swift ha guidato una rinascita internazionale della musica country, introducendo il genere a un nuovo pubblico britannico. Taylor Swift è diventata anche la prima artista country a trovare il successo nelle classifiche oltre l'anglosfera. Rosen l'ha descritta come la "prima star veramente globale" del genere, coltivando fandom dedicati in mercati esteri come Irlanda, Brasile, Taiwan, e Cina, dove la musica country non era popolare. Giakarta, Quezon City e Singapore sono tra le sue città più grandi sulle piattaforme di streaming.
Ha conseguito numerosi successi unici nelle classifiche di tutti i tempi in Australia, Irlanda e Regno Unito. Nel 2021, è diventata la prima ad avere tre album numero uno nella classifica degli album del Regno Unito in meno di un anno, battendo i 54 dei Beatles. record di un anno fa. Sulle piattaforme musicali cinesi, i suoi album sono tra i più venduti di tutti i tempi e le hanno fruttato il reddito più alto per un artista straniero, pari a CN¥ 159.000.000. È stata la cantante femminile in tournée con il maggior incasso mondiale degli anni 2010. Secondo Annabelle Heard, CEO della Australian Recording Industry Association (ARIA), "Swift ha completamente reimpostato la narrazione di ciò che un artista solista può realizzare".
Su Spotify, Swift è l'artista con più streaming di tutti i tempi a livello globale, l'unica artista ad aver ricevuto più di 200 e 300 milioni di stream in un giorno, e la prima artista femminile a raggiungere i 100 milioni al mese ascoltatori. The Tortured Poets Department è l'album più ascoltato in un solo giorno, con 315 milioni di stream, e il primo a raccogliere un miliardo di stream globali in una settimana; Midnights e 1989 (Taylor's Version) occupano rispettivamente il secondo e il terzo posto. Variety ha soprannominato Swift la "Regina dello Stream". Swift è anche la donna con più streaming di sempre su Apple Music e ha stabilito il record assoluto della piattaforma per il maggior numero di ascoltatori per qualsiasi artista in un solo anno. Il vicepresidente della piattaforma, Oliver Schusser, ha dichiarato: "È un'artista che definisce la generazione e un vero agente di cambiamento nell'industria musicale, e non c'è dubbio che il suo impatto e la sua influenza si faranno sentire negli anni a venire".

### Vendite fisiche
Swift è nota per le sue vaste vendite di CD e vinili nel XXI secolo, quando il consumo di musica si era in gran parte spostato verso i formati digitali. Avendo guidato il revival del vinile, è considerata una sostenitrice dei negozi di dischi indipendenti. Swift ha reso disponibili le varianti LP dei suoi album esclusivamente presso le piccole imprese, aumentandone le vendite; durante la pandemia di COVID-19, ha condiviso gratuitamente i suoi LP con i negozi di dischi. Grazie al suo sostegno ai negozi di dischi indipendenti, l'RSD, Record Store Day, ha nominato Swift il loro primo ambasciatore globale.
Evermore ha detenuto il record per la settimana di vendite più grandi di LP in vinile negli Stati Uniti dall'inaugurazione di Luminate Data nel 1991, anche se da allora è stato superato da Red (Taylor's Version) (2021) di Swift con 112.000 vendite di LP in vinile, e Midnights con 575.000 LP. Quest'ultimo è il primo album del XXI secolo a vendere oltre un milione di LP negli Stati Uniti e oltre 80.000 LP in un anno nel Regno Unito. 1989 (Taylor's Version) ha venduto 1.014 milioni di copie in vinile negli Stati Uniti nel 2023, diventando il primo album in vinile a vendere un milione di copie in un anno solare dall'inizio del rilevamento dei dati, e Swift ha rappresentato il 7% delle vendite di vinili nel 2023 1989 (Taylor's Version) ha anche aiutato le vendite annuali di vinili nel Regno Unito a raggiungere quasi sei milioni di copie, il più alto in 33 anni. Per la prima volta dal 1992, l'Ufficio britannico per le statistiche nazionali (ONS) ha designato i dischi in vinile come uno dei beni e servizi selezionati nella valutazione del costo della vita nazionale e del tasso di inflazione. Nel 2023, Swift è diventata la prima artista a occupare contemporaneamente le prime tre posizioni della classifica IFPI Global Vinyl Album con i suoi album.

## Senso degli affari
(Anne Steele, "How to Succeed in Business Like Taylor Swift")
Taylor Swift si è affermata come una donna d'affari esperta. I giornalisti spesso la distinguono come un "genio del marketing senza pari" con "un senso degli affari di alto livello" e un modello imprenditoriale. Secondo Steele, la carriera "tortuosa e vincente" di Swift presenta lezioni di gestione che vanno oltre l'industria musicale. L'economista Paul Krugman ha affermato: "Essendo un cinico congenito, vorrei attribuire la sua fama al clamore del marketing, ma la triste verità è che è una cantautrice e musicista di grande talento con una notevole presenza scenica". Nel 2024, Billboard ha inserito Swift in cima alla sua lista annuale Power 100, una classifica dei dirigenti più influenti dell'industria musicale. L'autrice Melinda Newman ha commentato: Swift è una forza duratura nel mondo della musica impegnata nell'innovazione e nei rischi che "raccolgono notevoli ricompense" per il resto del settore.

### Nome e marchio

Pitchfork considera il nome di Swift un marchio a sé stante.

Vari autori hanno paragonato Swift a franchise mediatici, società conglomerate o un marchio individuale. Knibbs ed Elamin Abdelmahmoud hanno descritto Swift come un'istituzione musicale onnipresente con conseguenze economiche, commerciali e culturali. L'economista laburista Carolyn Sloan ha paragonato Swift a "una grande azienda, essenzialmente, che opera in molti settori ". Il potere del suo marchio è stato paragonato a quello del DC Extended Universe e del Marvel Cinematic Universe. Secondo la società di sondaggi su Internet QuestionPro, l'ipotetico punteggio del promotore netto di Swift la renderebbe il quarto marchio più ammirato al mondo. I giornalisti della CNN hanno descritto l'impatto del suo marchio; Bryan Mena ha affermato che Swift "non ha dovuto gestire una grande azienda o dirigere una banca centrale per esercitare un immenso potere economico, e ha realizzato imprese straordinarie che sarebbero impressionanti per qualsiasi tipico leader aziendale che gestisce un'azienda inclusa in Fortune 500", mentre Scottie Andrew ha osservato che i notiziari e le aziende spesso usano il suo nome nei titoli, nelle interviste, nei contenuti del marchio e nei prodotti per trarre vantaggio dalla sua fama.
Secondo il professor R. Polk Wagner della University of Pennsylvania Law School, l'associazione dei suoi testi a una gamma di beni e servizi attraverso domande di marchio rappresenta la sua comprensione del fatto che "lei è più grande della musica". Ha aggiunto: "È più un diritto di marchio, pensare a Taylor Swift come a un conglomerato". Inoltre, in una pratica chiamata domain squatting, Swift ha acquistato i nomi di dominio del sito pornografico "taylorswift.porn" e "taylorswift.adult" per impedirne l'uso improprio.

### Presenza sui social media
Swift, una delle persone più seguite sui servizi di social network, è una "potenza dei social media", secondo Entrepreneur. È stata la persona più seguita su Instagram da settembre 2015 a marzo 2016, ed è stata costantemente influente su Twitter, piazzandosi per tre volte al primo posto nella classifica annuale di Brandwatch, nel 2018, nel 2019 e nel 2021. Il Washington Post ha inoltre osservato che "Swift è una delle poche celebrità straniere che ha guadagnato più di 10 milioni di follower su Weibo, la risposta cinese a Twitter". Il dirigente della biglietteria Nathan Hubbard ha detto che Swift è stato il primo musicista "ad essere nativamente online". La critica culturale Brittany Spanos ha affermato che la presenza di Swift sui social media è uno dei motivi per cui è ancora "davvero rilevante" dopo anni: Swift "ha ampliato la sua base di fan su Myspace. Usava Tumblr ben oltre il suo apice. Twitter. Ora è su TikTok, commentando i video delle persone."
Il marketing di Swift è una combinazione di coinvolgimento sui social media e televisione. Cision ha definito Swift un "maestro nel lancio del prodotto", con la conoscenza di "una campagna di comunicazione strategica e ben bilanciata". Secondo l'accademico di pubbliche relazioni (PR) Sinead Norenius-Raniere, la strategia di marketing integrata di Swift consiste in annunci programmati attraverso i canali di marketing, sfruttando il potenziale dei media tradizionali e digitali, comunicazioni autentiche e "intime" con i consumatori per creare fiducia e utilizzo di multimediale per offrire "anticipazioni". Billboard ha attribuito la "pertinenza duratura" di Swift in parte al modo in cui "comprende il suo pubblico" e utilizza campagne che "non si adattano perfettamente alle narrazioni del settore". I suoi nuovi sforzi promozionali, come Midnights Mayhem with Me, sono stati oggetto di elogi da parte della critica per l'innovazione. Bond Benton, professore associato di comunicazione e media alla Montclair State University, ha affermato che "c'è una qualità memetica nel modo in cui Swift viene presentato online", che da allora è stata riproposta da altre celebrità per aumentare il loro coinvolgimento.

### Cicli di album

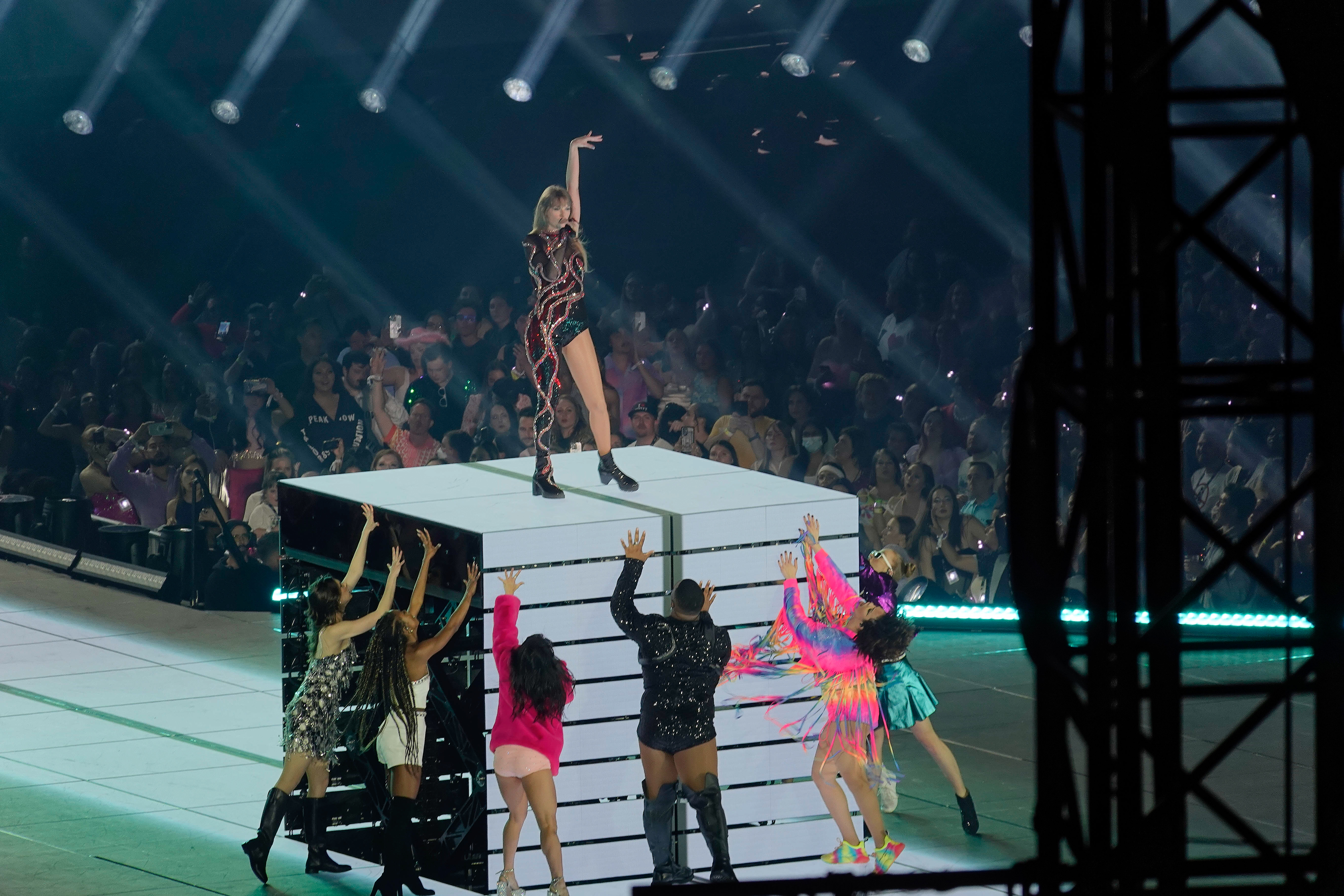
Una scena dell'Eras Tour in cui Swift è circondata da ballerini vestiti con costumi delle sue diverse "ere".

Swift è nota per il lancio di album tradizionali e concettuali, spesso definiti "ere", ognuna delle quali consiste in una varietà di attività promozionali. Rolling Stone ha descritto la sua tipica era come un'inevitabile "miniera d'oro multimediale". È accreditata per aver reso l'approccio del "ciclo di album di due anni" per pubblicare e promuovere gli album lo standard del settore e ha contribuito a rendere popolare il termine e il concetto di "ere" in contesti mediatici più ampi. Tuttavia, i giornalisti hanno anche elogiato il rapido rilascio di Evermore da parte di Swift meno di cinque mesi dopo Folklore. Variety lo ha paragonato a movimenti simili dei Beatles e degli U2, mentre Rolling Stone lo ha trovato che ricorda Prince nel 1987 e David Bowie nel 1977.
Easter egg e teaser criptici simili a quelli di Swift sono diventati una pratica comune nella musica pop. Le pubblicazioni descrivono la sua discografia come un universo musicale soggetto all'analisi di fan, critici e giornalisti. Anche gli abiti, gli accessori, la dizione, la codifica dei colori, la numerologia e l'elaborata confezione dell'album di Swift sono stati easter egg. Iker Seisdodos, critico di El País, l'ha definita "una maestra dell'arte della suspense". Secondo la giornalista Ashley Lutz, il suo stile di marketing è "un atto burlesque in continua evoluzione che rivela selettivamente i dettagli mantenendo un'aura di mistero ed eccitazione", una strategia che va oltre l'industria della musica e dell'intrattenimento.
Ciascuna delle ere di Swift è caratterizzata da un'estetica, una tavolozza di colori, uno stile di moda unici, e uno stato d'animo o un'emozione associati. The Conversation ha descritto le uscite dei suoi album come momenti culturali. Reinventando la sua immagine e il suo stile nel corso della sua carriera, Swift ha reso popolari diverse tendenze estetiche, come i motivi Polaroid con 1989, e cottagecore con Folklore e Evermore. Lutz ha affermato che i cambiamenti di ere hanno contribuito ad ampliare la sua base di fan e il suo fascino critico. Il commentatore della cultura pop Jeetendr Sehdev ha affermato che Swift è riuscita a rimanere interessante reinventandosi costantemente "pur rimanendo autentica". Tuttavia, in una controprova, Fairclough ha affermato che "l'estetica mutevole" di Swift indica la sua lotta con la mancanza di identità.

### Relazioni aziendali

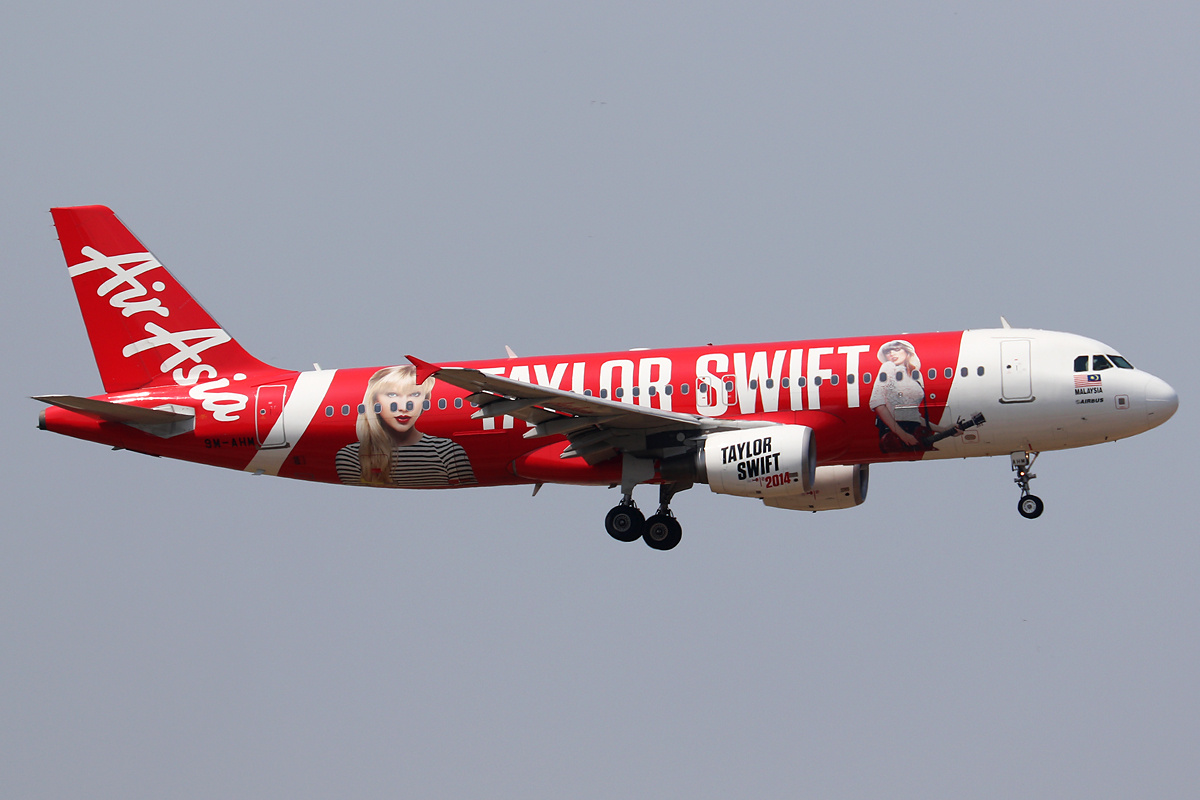
Un Airbus A320 dell'AirAsia che celebra l'arrivo di Swift a Kuala Lumpur per il suo primo concerto in Malesia nel 2014.

Swift abbraccia gli sponsor aziendali. Il suo marketing incorpora partnership commerciali strategiche con aziende, che un tempo erano considerate un tabù tra i musicisti. L'esperto di marketing Christopher Ming ha scritto: "Certo, lavorare con marchi come Apple Music, Elizabeth Arden e Diet Coke sembra un gioco da ragazzi. Ma ci vuole una certa dose di ingegnosità di marketing per realizzare campagne con NCAA Football, United Postal Service e il lavoro di Papa John. Eppure lo hanno fatto tutti." Swift ha promosso Red (Taylor's Version) e 1989 (versione di Taylor) utilizzando rispettivamente Starbucks e Ricerca Google. I giornalisti hanno affermato che l'impatto delle uscite dei suoi album è "sentito sui social media", con marchi e aziende che spesso la sostengono per sfruttare il suo "slancio", sfruttando la sua rilevanza culturale.

## Industria ed economia
L'impatto economico della carriera di Swift è stato definito Swiftonomics. Bred Wilhite di Abrdn considera la Swiftonomics una branca dell'economia che si occupa dell'intersezione tra le emozioni dei consumatori e il capitalismo. Economisti e accademici del settore hanno studiato l'influenza macroeconomica di Swift sulle imprese di tutto il mondo, confrontandola con i paesi. Secondo la pubblicazione specializzata Pollstar, se Swift fosse un paese, sarebbe la 199ª economia più grande del mondo, analogamente a una piccola nazione caraibica. Katie Atkinson di Billboard ha equiparato i guadagni di Swift nel 2023 (circa 2 miliardi di dollari) al prodotto interno lordo (PIL) di Timor Est. QuestionPro ha stimato la sua economia nel 2023 a 5 miliardi di dollari, superiore al PIL di 50 paesi. Il nome e la presenza di Swift hanno anche un impatto microeconomico, a vantaggio di diverse piccole imprese. MarketWatch ha definito l'influenza di Swift sui mercati come "l'effetto del mercato azionario di Taylor Swift".

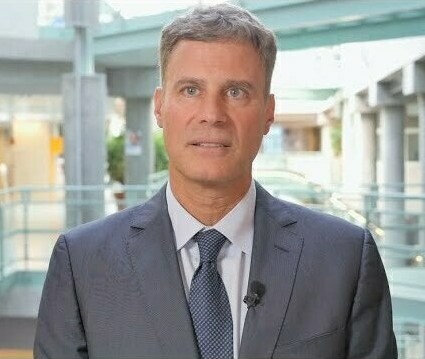
L'economista Alan Krueger ha ideato il suo concetto di "rockonomics" - un'analisi microeconomica dell'industria musicale - utilizzando Swift, che considerava un "genio economico".

I tour di Swift sono canali di "arricchimento economico". Secondo l'autrice Peggy Noonan, Swift ha alterato "le regole dell'economia dell'intrattenimento". Le analisi del suo impatto economico includono lo studio dell'economia "in forte espansione" attorno ai suoi tour di concerti, che aumenta le attività di viaggio, alloggio, cosmetici, moda e cibo, e le entrate turistiche delle città di milioni di dollari. Dopo la pandemia di COVID-19, che ha causato una recessione economica globale, le vendite senza precedenti dei biglietti dell'Eras Tour hanno rappresentato uno "shock della domanda post-COVID negli Stati Uniti", secondo la corrispondente di Bloomberg LP Augusta Saraiva.

### Sfidare le norme del settore
Swift è stato determinante nel riformare gli aspetti commerciali della musica, spesso considerato un portabandiera dei diritti degli artisti. I giornalisti lodano la sua capacità di mettere in discussione le pratiche del settore, sottolineando come le sue mosse abbiano cambiato le politiche della piattaforma di streaming, stimolato la consapevolezza della proprietà intellettuale tra i musicisti emergenti, rimodellato il modello dei biglietti per i concerti, e negoziato migliori compensi finanziari dalle etichette per tutti gli artisti musicali. Elle ha descritto le riforme dei servizi di streaming abilitate da Swift come "un momento fondamentale nella storia della musica".

#### Riforme in streaming

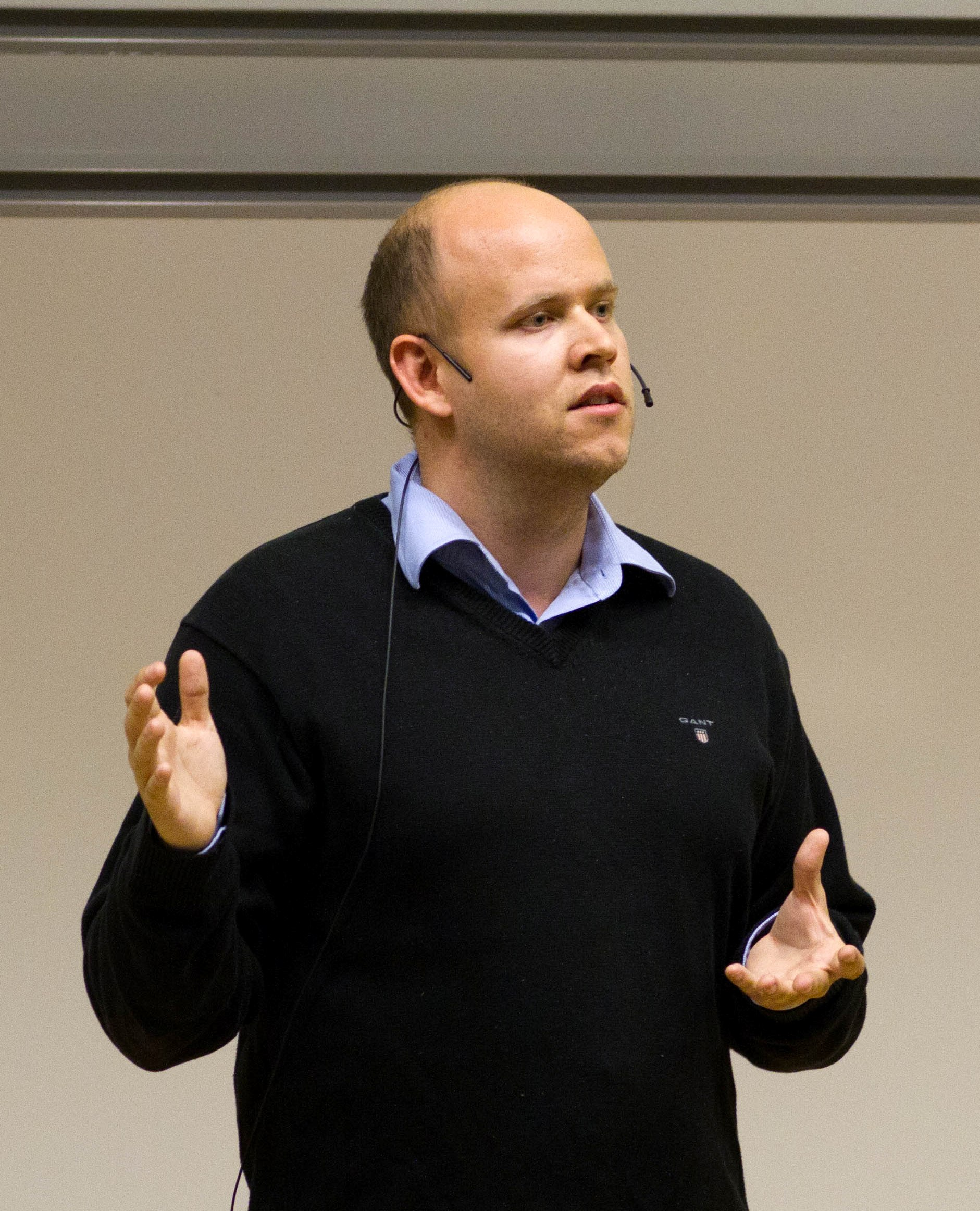
Il CEO di Spotify, Daniel Ek ha convinto Swift a tornare su Spotify dopo aver pubblicato 1989 con ampio successo commerciale senza la piattaforma.

Swift ha contestato i servizi di streaming musicale per regolamentare le politiche aziendali per una migliore conservazione dell'integrità artistica. Ha affermato che i servizi di streaming digitale sono diventati una forma dominante di consumo multimediale dal 2013, causando un graduale calo delle vendite di album tradizionali. Nel novembre 2014, Swift annunciò che 1989, il suo album di prossima uscita, non sarebbe stato pubblicato su Spotify, che all'epoca stava diventando sempre più popolare, per protestare contro il "minuscolo" pagamento della piattaforma agli artisti (da 0,006 a 0,0084 dollari per streaming). In un editoriale per il Wall Street Journal, ha espresso la sua convinzione che il valore delle opere d'arte dovrebbe essere stabilito dagli artisti:
(Taylor Swift)
Karim R. Lakhani e Marco Iansiti, professori di economia aziendale alla Harvard Business School, hanno esaminato la questione e hanno sostenuto la convinzione di Swift secondo cui i musicisti dovrebbero fissare i prezzi. Per l'accademica Jessica Searle, Swift proponeva la musica come un bene non pubblico. Nilay Patel, scrivendo per Vox, ha criticato le convinzioni di Swift sugli album e ha detto che "non capisce la domanda e l'offerta "; Patel ha affermato che Internet ha "ucciso" il formato dell'album, sostenendo che la maggior parte dei consumatori non comprerebbe più un CD Swift. Alla fine, Swift ha ritirato la sua intera discografia da Spotify, spingendola a dire "Speriamo che cambi idea e si unisca a noi nella costruzione di una nuova economia musicale che funzioni per tutti". 1989 fu un successo commerciale al momento del rilascio, e un'altra giornalista di Vox, Constance Grady, lo considerò un "duro colpo" per Spotify, che tentò di riportare indietro Swift pubblicando playlist dedicate a Swift. La sua musica è rimasta fuori da Spotify per quasi tre anni, finché Swift non l'ha pubblicata il 9 giugno 2017, per celebrare il traguardo di 100 milioni di unità certificate dalla Recording Industry Association of America (RIAA). Il CEO di Spotify Daniel Ek ha dichiarato su CBS This Morning di aver convinto Swift a riportare la sua musica su Spotify incontrandola a Nashville, "spiegandole il modello, perché lo streaming era importante" e come i suoi fan vogliono che la sua musica ritorni su Spotify.
Nel giugno 2015, Swift ha scritto una lettera aperta ad Apple Inc. su Tumblr, affrontando la prova gratuita di tre mesi che Apple Music aveva scelto di offrire ai propri utenti senza pagare gli artisti i cui cataloghi vengono ascoltati in streaming dagli utenti durante il periodo di prova. Swift ha detto che trova "scioccante" che abbiano deciso di non pagare "scrittori, produttori o artisti" per i tre mesi. Ha spiegato:
(Taylor Swift)
Swift ha affermato che 1989 non sarebbe stato nemmeno su Apple Music e ha esortato l'azienda a modificare la politica prima del suo lancio il 30 giugno 2015. Eddy Cue, un dirigente di Apple, si è scusato e ha promesso di invertire la politica. Cue ha detto ad Associated Press: "Quando mi sono svegliato stamattina e ho visto la nota che Taylor aveva scritto, ho capito che dovevamo fare un cambiamento". Quando Apple Music è stata lanciata ufficialmente, pagò le royalties agli artisti durante i tre mesi di prova. Vari musicisti, organizzazioni musicali e commentatori del settore hanno espresso la loro gratitudine a Swift.
Dopo la scadenza del suo contratto di sei album Big Machine nel 2018, Swift ha firmato un nuovo contratto globale con Republic Records, un'etichetta di proprietà di Universal Music Group. Ha rivelato che, come parte del contratto, qualsiasi vendita delle azioni della Universal in Spotify comporterebbe quote di partecipazione non recuperabili per tutti gli artisti della Universal. Grady l'ha definita un'enorme promessa della Universal "tutt'altro che sicura" finché Swift non è intervenuto. Jamie Powell del Financial Times ha affermato: "Swift, da sola, è potente quanto un intero sindacato", e ha soprannominato la negoziazione azionaria "il dividendo speciale del compagno Swift". Yang ha affermato che ciò ha dimostrato "tutto il peso del potere di Swift: in una mossa senza precedenti che suggella il suo status di una sorta di giovanna d'arco per i diritti dei creatori". Nel 2023, l'uomo d'affari americano Elon Musk ha chiesto a Swift di pubblicare la sua musica o i video dei suoi concerti direttamente su Twitter; evidenziando le suppliche di Ek, Cue e Musk, Fast Company ha affermato che Swift è "probabilmente la persona più potente nel campo della tecnologia".

#### Proprietà intellettuale

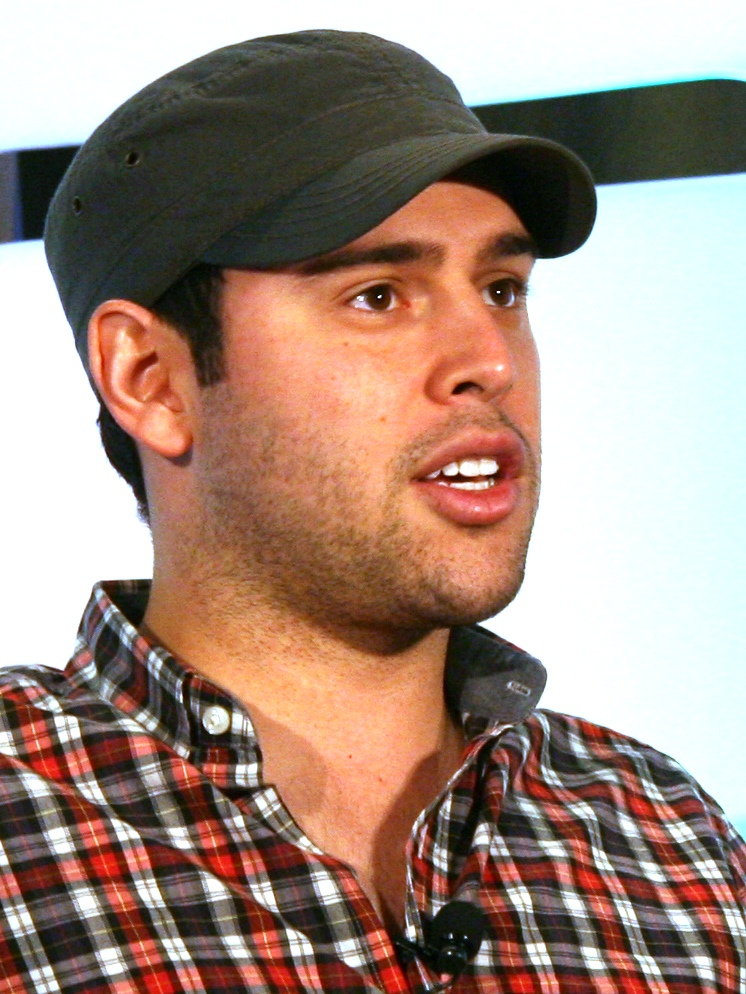
Alla disputa di Swift con Scooter Braun è stato attribuito il merito di aver portato al pubblico una diffusa consapevolezza dei diritti sui dischi.

La "battaglia" di Swift contro i contratti discografici di sfruttamento per la proprietà dei diritti dei suoi vecchi dischi è stata descritta come "rivoluzionaria". Nel giugno 2019, dopo che Swift si è trasferito alla Republic Records, Braun ha acquisito Big Machine per 330 milioni di dollari, rendendolo il proprietario di tutti i dischi della Big Machine, compresi quelli dei primi sei album in studio di Swift. Swift ha risposto che ha tentato di acquistare i dischi ma le sono state offerte condizioni sfavorevoli, mentre Borchetta ha affermato di aver rifiutato la possibilità di acquistarli. Swift ha affermato che l'etichetta le ha impedito di eseguire la sua musica agli American Music Awards del 2019, e ha affermato che Borchetta e Braun stavano "esercitando un controllo tirannico" su di lei. Big Machine ha quindi pubblicato Live from Clear Channel Stripped 2008 (2020), un album live inedito di Taylor Swift, senza l'autorizzazione della cantante. La controversia è stata molto pubblicizzata, diventando uno degli argomenti di notizie più discussi e coperti del 2020 e del 2021. L'Evening Standard l'ha definita come "la più grande faida della storia della musica".
Secondo Swift, registrare nuovamente gli album era l'unica opzione praticabile per ottenere la piena proprietà della sua musica. Braun ha venduto i diritti dei dischi nell'ottobre 2020 a Shamrock Holdings per 405 milioni di dollari a condizione che continuasse a trarne profitto. Swift disapprovò nuovamente, rifiutò un'offerta di Shamrock per una partnership azionaria e iniziò a pubblicare le ri-registrazioni dei suoi vecchi album con l'etichetta Republic. Gli album ri-registrati sono stati accolti con successo di critica e commerciale, battendo numerosi record commerciali. Quando All Too Well (10 Minute Version) è diventata la canzone più lunga di sempre in cima alla Hot 100, Jack Antonoff, il produttore della canzone e frequente collaboratore di Swift, disse a Rolling Stone che una canzone di 10 minuti in cima alla Hot 100 insegna agli artisti a non dar peso a ciò che l'industria ha da dire.

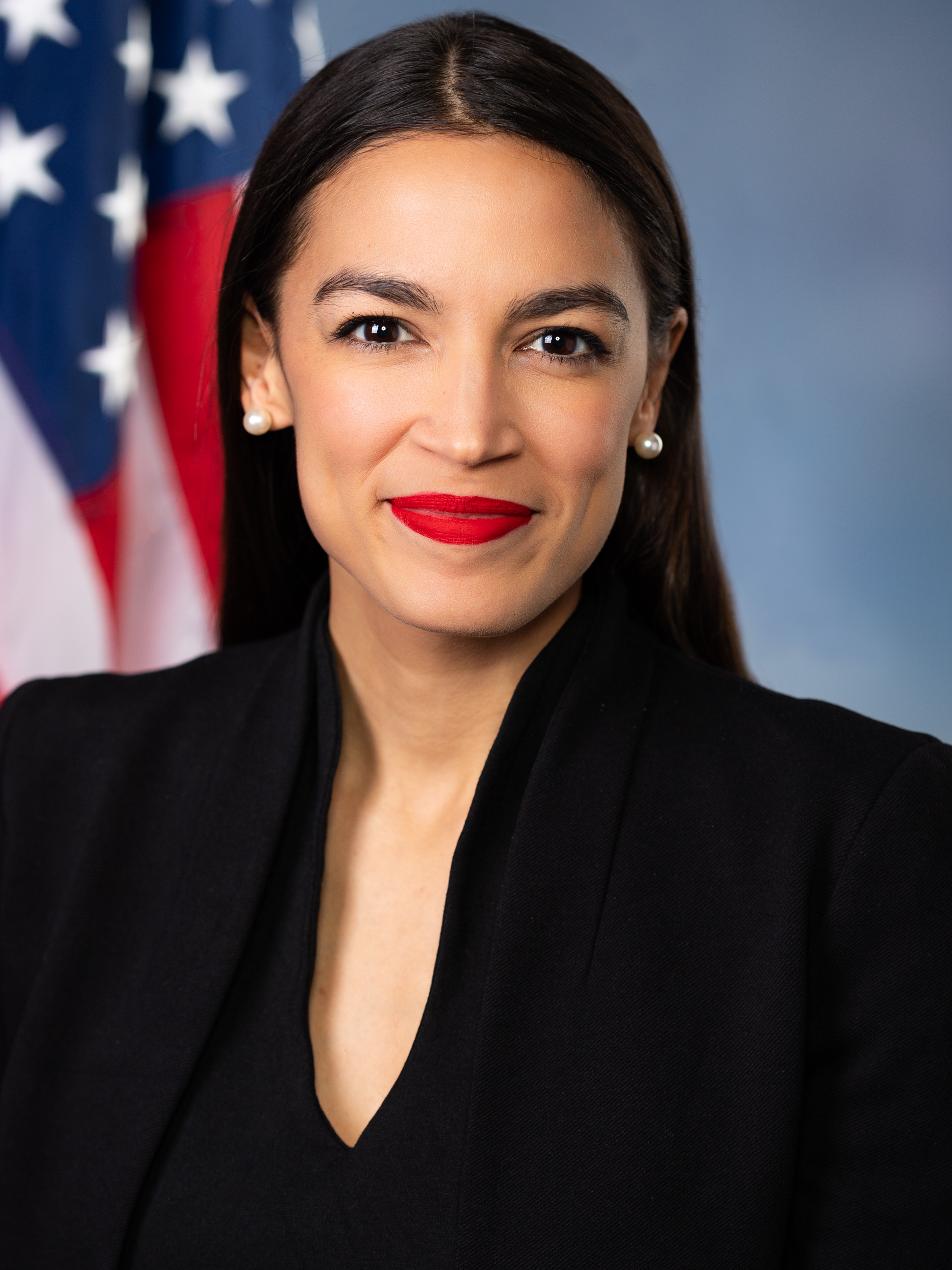
Alexandria Ocasio-Cortez ha contestualizzato la disputa dei dischi come parte della sottomissione delle industrie creative negli Stati Uniti da parte delle società private.

Numerosi artisti musicali, politici, giornalisti ed esperti legali hanno sostenuto le azioni di Swift riguardo alla questione, ritenendola pionieristica e fonte di ispirazione. Le pubblicazioni hanno osservato che, mentre la questione della proprietà principale e i conflitti tra etichette e artisti come Prince, Beatles, Janet Jackson e Def Leppard erano prevalenti in precedenza, Swift è stato uno dei pochi a farne un discorso pubblico sui diritti degli artisti, private equity ed etica del settore. Definendo la disputa uno dei 50 "momenti più importanti" degli anni 2010, I giornalisti di Rolling Stone hanno messo in luce il ruolo di Taylor Swift nel cambiare la percezione del pubblico del concetto di ri-registrazione. Dominic Rushe del The Guardian ha affermato che la battaglia di Swift ha segnato un cambiamento nell'era della musica digitale, con artisti più consapevoli dei propri diritti senza la necessità di fare più affidamento sulle etichette discografiche. Il critico di Pitchfork Sam Sodomsky ha riconosciuto la visibilità che ha portato, dicendo che Swift "può attuare il cambiamento esercitando la leva dell'affidabilità del suo successo" e che è "finanziariamente redditizio per l'industria ascoltare" quando lei parla.
The AV Club e MarketWatch hanno interpretato le dichiarazioni di Swift come una critica al private equity, citando il The Carlyle Group, uno degli investitori di Braun. Membri del Congresso degli Stati Uniti come Elizabeth Warren e Alexandria Ocasio-Cortez hanno sostenuto Taylor Swift e hanno evidenziato che si tratta di "una delle tante" imprese creative minacciate da società di private equity che danneggiano l'economia statunitense. L'avvocato musicale James Sammataro ha osservato che "ogni volta che Taylor porta l'attenzione su un problema, questo viene amplificato... Ha un megafono molto rumoroso e non ha paura di usarlo. Ha avuto un grande successo nell'effettuare il cambiamento." I risultati dell'impresa di ri-registrazione sono stati descritti come senza precedenti. Kornhaber ha ritenuto che le ri-registrazioni smentissero i critici che dubitavano di Taylor Swift.

#### Modelli distributivi
(Eilish Gilligan, "Taylor Swift's Re-Recordings Expose The Music Industry's Chokehold On Intellectual Property")

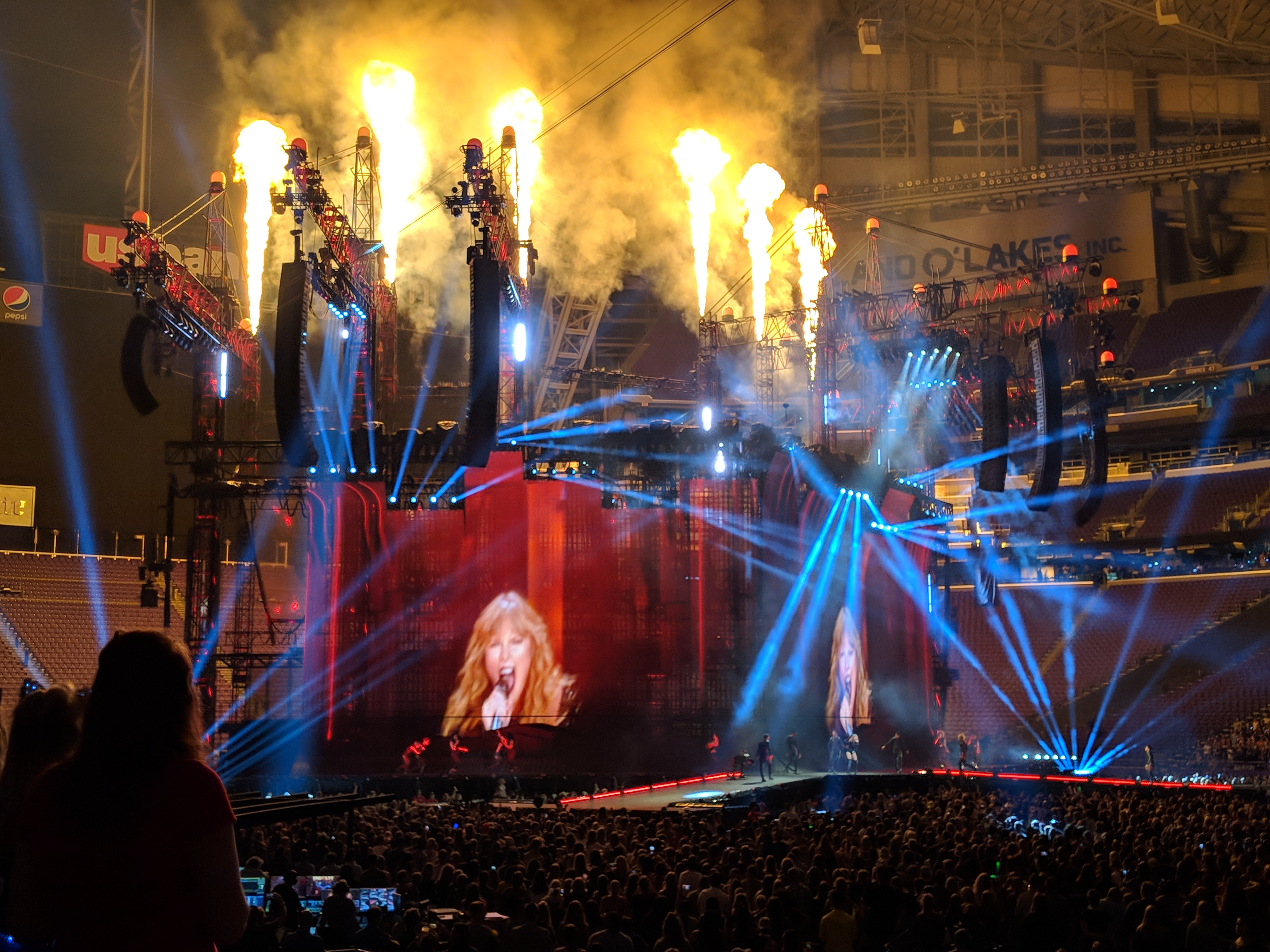
Ispirandosi al Reputation Stadium Tour di Swift (2018), l'industria dei concerti ha adottato il modello di "bigliettazione lenta".

L'industria dei concerti è passata a un "modello di biglietteria lenta" dopo che Swift, nota per i suoi concerti negli stadi e il "dominio commerciale dell'industria dei tour", lo ha implementato per la prima volta con il Reputation Stadium Tour (2018). Ha sostituito l’esaurimento dei biglietti in pochi minuti con un approccio di biglietteria basato sulla domanda che richiede ai consumatori di registrarsi in anticipo e consente loro di acquistare i biglietti in qualsiasi momento e livello di prezzo al momento dell’accesso. Ciò ha significato prezzi dei biglietti più alti all'inizio e un calo graduale con l'avvicinarsi della data del concerto, sostituendo "lo slancio con la scelta e l'esperienza del consumatore" e aggirando gli scalper, secondo David Marcus di Ticketmaster. Il modello è stato inizialmente criticato dai giornalisti, che pensavano fosse un tentativo di camuffare la noiosa vendita di biglietti di Swift a seguito della sua stampa sfavorevole nel 2016; tuttavia, il tour fu un successo tutto esaurito, superando i Beatles fino a diventare il tour nordamericano con il maggior incasso di tutti i tempi, dopo di che i critici favorirono il modello.
Nel novembre 2022, la prevendita della tappa americana dell'Eras Tour è stata gestita male da Ticketmaster, attirando diffuse critiche pubbliche e politiche. A causa della domanda "astronomica" di biglietti, con 3.5 milioni di persone che si sono registrate al programma di vendita, il sito web di Ticketmaster si è bloccato entro un'ora dalla vendita, ma ha comunque venduto 2,4 milioni di biglietti, battendo il record per il maggior numero di biglietti per concerti venduti da un artista in un solo giorno. Ticketmaster ha attribuito l'incidente al traffico del sito "storicamente senza precedenti". I tifosi e le associazioni dei consumatori hanno accusato Ticketmaster di inganno e di monopolio. Diversi membri del Congresso degli Stati Uniti hanno affermato che Ticketmaster e la sua società madre Live Nation Entertainment dovrebbero essere separate poiché la loro fusione ha portato a un servizio inferiore agli standard e a prezzi dei biglietti più alti. Il Dipartimento di Giustizia degli Stati Uniti ha avviato indagini su Live Nation–Ticketmaster, mentre diversi fan hanno citato in giudizio le società per inganno intenzionale, frode, fissazione dei prezzi e violazioni della legge antitrust. I membri bipartisan della commissione giudiziaria del Senato degli Stati Uniti hanno censurato le società in un'udienza. Sotto la pressione del Consiglio economico nazionale, Ticketmaster e altre società di biglietteria hanno deciso di eliminare le commissioni spazzatura, commissioni aggiuntive rivelate al termine dell'acquisto dei biglietti. Lo studioso di diritto americano William Kovacic lo definì “l’aggiustamento della politica di Taylor Swift”. Per il film-concerto del tour del 2023, la cantante ha adottato una strategia di rilascio non convenzionale che ha collaborato direttamente con le sale cinematografiche per bypassare i principali studi cinematografici.
Pitchfork ha chiesto: "C'è qualche altro artista [oltre a Swift] che potrebbe forzare l'urgenza nell'indagine federale sul monopolio dell'industria musicale semplicemente andando in tournée?" Entertainment Weekly e The AV Club hanno elencato "Swifties vs. Ticketmaster" come una delle più grandi notizie culturali del 2022. Allaire Nuss del primo ha scritto: "Se mai c'è stato un artista con abbastanza abilità nella cultura pop da abbattere il monopolio più odiato dell'industria musicale, quello è Taylor Swift". Il Washington Post ha affermato che l'artista ha "una presa indissolubile sul nostro mondo sempre più fratturato - e sul suo discorso - in un modo che quasi nessun altro può fare".

## Media, moda e politica
Swift è ampiamente coperta dai mass media, il che ha generato una serie di percezioni pubbliche su di lei. Lei e la sua musica sono state citate o utilizzate in numerosi libri, film e programmi televisivi. Oggetto di incessante esame da parte della stampa, il suo rapporto con i media mainstream è stato descritto dai critici come un esempio del complesso celebrità-industriale. Swift è considerata "polarizzante", ricevendo stampa sia favorevole che sfavorevole durante la sua carriera.
È considerata una icona femminista. Ha criticato il modo in cui i media descrivono le donne, poiché la sua vita sentimentale e le sue controversie hanno attirato il controllo dei tabloid e un'ampia attenzione online. Ha parlato apertamente dell'impatto della copertura stampa sulla salute personale, discutendo questioni come i disturbi alimentari, l'autostima e il cyberbullismo; vari accademici e giornalisti hanno ritenuto che l'apertura di Swift riguardo a questi argomenti sia cruciale per aumentare la consapevolezza sulla salute mentale.
Inoltre, Swift è spesso definita una icona culturale millenaria, nonché una influencer della moda. L'evoluzione del suo stile è stata oggetto di copertura e attenta analisi da parte dei media. Ha più volte reinventato la sua immagine e la sua estetica nel corso della sua carriera, abbinando i rispettivi cicli di album a temi distinti, influenzando le tendenze della moda. Il suo street style, in particolare, ha riscosso grande consenso popolare.
Gli autori considerano Swift la personalità musicale più potente della politica americana. Avendo usato la sua fama per incitare all'azione politica, Taylor Swift è risultata essere la seconda celebrità più influente nella vittoria di Joe Biden alle elezioni presidenziali americane del 2020, dopo LeBron James. Diversi sondaggi l’hanno considerata un fattore decisivo nelle elezioni, in grado di colmare la polarizzazione nella politica americana. Swift ha ispirato una serie di proposte legislative e leggi.

## Ispirazione creativa
Swift ha influenzato numerosi artisti musicali di tutti i generi sin dal suo debutto. I critici hanno iniziato a notare la sua influenza sulla musica popolare nel 2013, e attribuiscono ai suoi album l'ispirazione di un'intera generazione di cantautori. Paul McCartney è stato ispirato dal talento artistico e dai fan di Swift per scrivere la canzone del 2018 Who Cares. Altri artisti che hanno citato Swift come un'influenza includono:
- 5 Seconds of Summer[216]
- Gracie Abrams[217]
- Adele[218]
- Baby Queen[217]
- Bahjat[219]
- Kelsea Ballerini[220]
- Priscilla Block[221]
- Phoebe Bridgers[217]
- Bailey Bryan[222]
- Camila Cabello[223]
- Sabrina Carpenter[224]
- Sofia Carson[225]
- The Chainsmokers[226]
- Clairo[217]
- Gus Dapperton[217]
- Daya[227]
- Billie Eilish[228]
- Ellis[229]
- Fletcher[230]
- Gayle[217]
- Girl in Red[231]
- Selena Gomez[232]
- Ellie Goulding[233]
- Mckenna Grace[234]
- Conan Gray[217]
- Loren Gray[235]
- Griff[217]
- Halsey[236]
- Maya Hawke[237]
- Niall Horan[238]
- Huh Yun-jin[239]
- Lilas Ikuta[240]
- Jax[241]
- Ruston Kelly[229]
- Kim Chae-won[242]
- Laufey[243]
- Little Mix[244]
- Atsuko Maeda[245]
- Catherine McGrath[218]
- Tate McRae[246]
- Shawn Mendes[247]
- Maren Morris[248]
- The National[249]
- Nina Nesbitt[250]
- Niki[251]
- Finneas O'Connell[252]
- Christina Perri[253]
- Maisie Peters[217]
- The Regrettes[254]
- Renforshort[255]
- Freya Ridings[256]
- Olivia Rodrigo[217]
- Maggie Rogers[257]
- Ruann[258]
- Ruth B.[259]
- Rina Sawayama[260]
- Shamir[229]
- Troye Sivan[217]
- Slayyyter[261]
- Soccer Mommy[262]
- Hailee Steinfeld[263]
- Tegan and Sara[264]
- Tzuyu[265]
- The Vamps[266]
- Hana Vu[229]
- Wild Pink[229]
- Hayley Williams[267]

Diversi musicisti sono stati ispirati da aspetti della carriera di Swift, come la sua etica del lavoro e il suo fascino. I commenti di Swift sui diritti degli artisti hanno influenzato Bryan Adams, Ashanti, The Departed, Snoop Dogg, Paris Hilton, Joe Jonas, Zara Larsson, Niki, Offset, Rita Ora, Olivia Rodrigo, e SZA. Ashanti ha commentato: "Taylor è fantastica per quello che ha fatto e per essere in grado di essere una donna in questo settore dominato dagli uomini, riuscirci è fantastico. Possedere la tua proprietà e avere la possibilità di avere la proprietà della tua creatività è così importante". Maschio, femmina, cantante, rapper, qualunque cosa, spero che questa sia una lezione per gli artisti da imparare." SZA ha detto: "Taylor ha lasciato andare l'intera situazione con i suoi maestri, poi ha venduto tutti quei fottuti dischi. Questo è il più grande 'insulto' all'establishment che abbia mai visto in vita mia, e applaudo profondamente quel comportamento".
Swift ha anche aiutato gli artisti a raggiungere la fama mainstream invitandoli nei suoi tour come artisti di apertura, come Ed Sheeran, Charli XCX, Mendes, Cabello, e Carpenter. La cantante filippino-britannica Beabadoobee, uno degli artisti di apertura dell'Eras Tour, ha dichiarato che andare in tour con Swift era uno dei suoi sogni di crescita. I musicisti americani Jack Antonoff e Aaron Dessner hanno riconosciuto il ruolo di Swift nell'espansione delle loro carriere come produttori discografici. Antonoff ha dichiarato: "Taylor è la prima persona che mi ha permesso di produrre una canzone. Prima di Taylor, tutti dicevano: 'Non sei un produttore'. Ci è voluto Taylor Swift per dire: 'Mi piace come suona'." Swift ha aiutato il rapper americano Kendrick Lamar a ottenere la sua prima canzone numero uno nella Billboard Hot 100 con Bad Blood (2015), mentre la rapper Nicki Minaj ha elogiato Taylor Swift, che aveva promosso il singolo di Minaj del 2011 Super Bass, con il successo inaspettato della canzone.
Al di fuori dell'industria musicale, Swift ha ispirato autori, romanzieri, registi e sceneggiatori, tra cui Sina Grace (Superman: The Harvests of Youth), Jenny Han (L'estate nei tuoi occhi), Abby McDonald (Bridgerton), e Jennifer Kaytin Robinson (Someone Great e Do Revenge). Il regista canadese Shawn Levy ha descritto Swift come "un magnete culturale diverso da qualsiasi cosa io abbia mai visto". Il regista messicano Guillermo del Toro ha affermato che Swift è "una regista molto esperta, è incredibilmente articolata e profonda su ciò che sta cercando di fare e su ciò che farà". Swift ha anche ispirato imitatrici come Ashley Leechin, Jade Jolie, e Taylor Sheesh.

## Fan
Lo stretto legame di Swift con i suoi fan, Swifties, è considerato unico per artisti della sua statura. Gli Swifties sono stati descritti come una base di fan fedele con alti livelli di partecipazione e creatività. L'autrice Amanda Petrusich ha descritto la fedeltà di Swifties come "potente e spaventosa". Il fandom è stato oggetto di interesse giornalistico e accademico; L'analisi critica di Swift viene definita dai media "Swiftology". Per gli scienziati aziendali Brendan Canavan e Claire McCamley, la relazione tra Swift e Swifties rappresenta il consumismo post-postmoderno. La frenesia dei fan, generalmente chiamata "Swiftmania", è stata considerata l'equivalente del XXI secolo della Beatlemania da giornalisti come Jon Bream di Star Tribune, che ha detto "Swift ha raggiunto una monocultura un tempo impensabile, una versione zeitgeistiana della Beatlemania".
Poiché Swift è stata una fonte di mito nella cultura popolare, i giornalisti descrivono le sue opere, la sua celebrità e la fanfara che le circonda come un mondo a sé stante. Glamour e il Washington Post lo hanno definito l'universo cinematografico di Taylor Swift; Entertainment Weekly lo chiamò Taylor Swift Musical Universe. In The Guardian, Adrian Horton ha detto che "Swiftverse" è una sottocultura dei mass media coltivata da "anni di costruzione del mondo e mitologia Swiftiana", mentre Alim Kheraj e Billboard hanno scritto che Swift ha trasformato la musica pop in un "puzzle multiplayer" con una base di fan impegno che altri artisti hanno successivamente tentato di riprodurre.

## Effetto interculturale
Nel tentativo di definire e analizzare l'impatto di Swift in diversi campi, numerose pubblicazioni lo hanno contestualizzato in quello che generalmente definiscono "effetto Taylor Swift". Marcus Collins, professore di marketing presso la Ross School of Business dell'Università del Michigan, ha descritto l'effetto come un effetto di rete. Ha detto che la statura di Swift è "tale che quando fa qualcosa le persone la seguono [...] Sta influenzando un gruppo di persone e quelle persone si influenzano a vicenda e altre persone. C'è un effetto di rete in gioco". Chris Bibey, su Yahoo! Finanza, ha affermato che l'effetto Taylor Swift "potrebbe avere un impatto sui tuoi affari futuri e sui tuoi sforzi di investimento", indipendentemente dal proprio interesse per Swift. All’effetto sono stati attribuiti differenti fenomeni, tra cui:
- L'aumento delle vendite di chitarre alle donne, un gruppo demografico precedentemente ignorato, in seguito all'immagine di Swift come chitarrista donna e alla sua affinità per la chitarra nelle sue esibizioni.[296][297]
- Le registrazioni degli elettori da record hanno riferito ogni volta che Swift ha incoraggiato i suoi follower a registrarsi come elettori tramite i social media.[298][299][300]
- Il fenomeno consumistico dell'acquisto di qualsiasi prodotto o servizio legato anche marginalmente a Swift.[301]
- La crescente attenzione giuridica nei confronti degli ingranaggi dell’industria musicale e dei contratti discografici.[302][303]
- L'arricchimento economico o "ampio alone finanziario", secondo le parole di Forbes, che Swift conferisce ai luoghi che visita in tournée, e le richieste aperte di politici e capi di governo a Swift, chiedendole di visitare territori sotto la loro giurisdizione.
- Il significativo aumento del numero di spettatori e del valore del marchio di cui godono i franchise dei media, i programmi televisivi e le organizzazioni sportive in seguito all'impegno di Swift con loro.[304][305][306][307]
- La serie di progetti di legge approvati o redatti dalle legislature e ispirati da Swift.[308][309]
- Il revival del vinile negli anni 2020.[125]

Secondo Sam Lansky del Time, il vero "effetto Taylor Swift" è psicologico. Ha influenzato le persone, in particolare le donne che sono state "condizionate ad accettare il licenziamento, l'illuminazione e il maltrattamento da parte di una società che tratta le loro emozioni come irrilevanti", a credere che le loro emozioni e percezioni contano. Kyle Chayka del New Yorker ha coniato il termine "Swiftularity" per riferirsi alla "inevitabilità" di Swift in tutti gli aspetti della cultura popolare. Chayka ha affermato che Swiftularity è un canale mediatico che "trascina [il pubblico] verso un insieme sempre più ristretto di argomenti", in cui oggetti o argomenti contemporanei nella cultura popolare diventano parte dell'influenza di Swift uno per uno, spaziando dalla politica e dallo sport alla tecnologia come l'intelligenza artificiale (AI).

## Materia di studio

### Interesse accademico

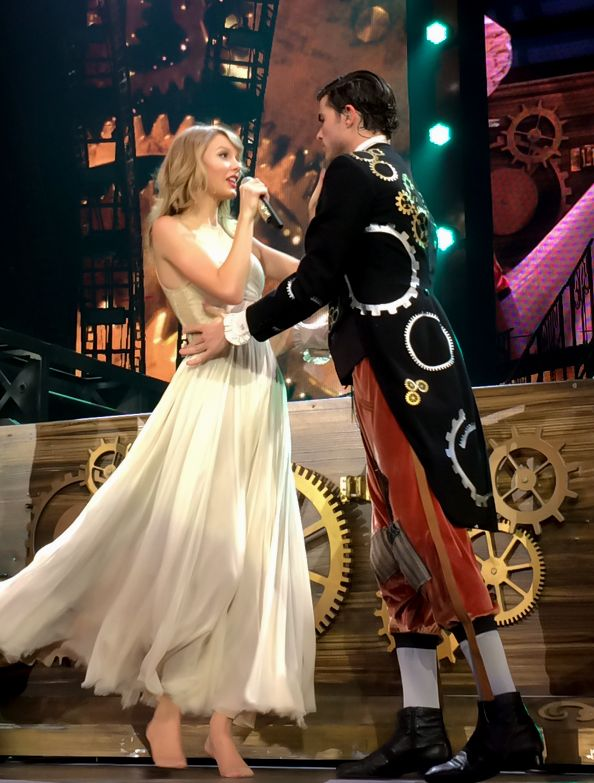
Swift esegue Love Story (2008) durante il Red Tour (2014) a Londra.

Swift è oggetto di ricerca accademica. La sua abilità artistica, fama, imprenditorialità e impatto sociale sono ampiamente argomenti di studi accademici sui media. Nell'articolo del New York Times "Taylor Swift is Singing Us Back to Nature", lo scienziato ambientalista Jeff Opperman ha affermato che le canzoni di Swift sono "piene del linguaggio e delle immagini del mondo naturale", rivitalizzando i temi della natura nella cultura popolare dopo un declino segnalato in parole a tema naturale. Love Story (2008) è tra le canzoni studiate dagli psicologi evoluzionisti per comprendere la relazione tra la musica popolare e le strategie di accoppiamento umane.
Nello spiegare perché Swift è diventata oggetto di studio accademico, la professoressa di letteratura Elizabeth Scala ha affermato che la creatività di Swift è "contagiosa" e di particolare interesse per gli accademici poiché è percepita come un "ponte" tra la narrativa contemporanea e quella storica. Lo studioso di letteratura Burt ha affermato che "gli studi umanistici dovrebbero studiare la cultura, inclusa la cultura dei giorni nostri, e Taylor Swift è ovunque in quella cultura" e ha aggiunto che i futuri storici e antropologi studieranno l'arte, la fama e l'accoglienza di Taylor Swift per comprendere la società contemporanea e dedurre modelli interculturali.

### Programmi accademici
Molti istituti di istruzione superiore offrono corsi universitari ed opzionali incentrati su Swift. Molti corsi utilizzano una dissezione del lavoro di Swift come "un punto di accesso alla critica, all'analisi e a questioni e pietre di paragone culturali più ampie". Per esaminare l'impatto multiforme di Swift, l'Università dell'Indiana Bloomington ha tenuto una conferenza accademica di tre giorni nel 2023. Nel 2024, l'Università di Melbourne ha ospitato lo "Swiftposium", un simposio internazionale organizzato da studiosi di 78 istituti australiani e neozelandesi, cronometrato insieme all'Eras Tour. Gli organizzatori hanno affermato che la conferenza era più accademica che orientata ai fan, con una discreta quantità di critiche tra i circa 400 documenti presentati. Il 12 giugno 2024, l'Institute of Popular Music dell'Università di Liverpool ospiterà una conferenza per "dibattere e decostruire" le opere e l'impatto di Swift, con la partecipazione di accademici di tutta Europa.
| Università                                            | Titolo del corso                                                                    | Descrizione del corso | Nota            |
| ----------------------------------------------------- | ----------------------------------------------------------------------------------- | --- | --------------- |
| American University                                   | Swiftonomics: Economics of Taylor Swift                                             | Economic impact of Swift and the Eras Tour | [ 320 ]         |
| Arizona State University                              | Psychology of Taylor Swift                                                          | Phenomena such as gossip, relationships, and revenge through Swift's work and life | [ 321 ]         |
| Arizona State University                              | Taylor Swift (Public Policy Version)                                                | Swift's impact on public policy | [ 322 ] [ 323 ] |
| Austin Peay State University                          | The Invisible String of Romanticism                                                 | Poeticism of Swift's songwriting alongside Romantic poets like William Wordsworth | [ 324 ]         |
| Berklee College of Music                              | Songs of Taylor Swift                                                               | Swift's compositions, lyricism, global appeal, and musical evolution across her 10 albums | [ 325 ]         |
| Binghamton University                                 | Taylor Swift, 21C Music                                                             | Impact of the 21st-century music industry on Swift's music evolution, gender, race, sexuality, and business | [ 326 ]         |
| Brigham Young University                              | Miss Americana: Taylor Swift, Ethics and Political Society                          | Ethical analysis of themes in Swift's music | [ 327 ]         |
| Brock University                                      | A Swift History                                                                     | Swift as a historian | [ 328 ]         |
| Christopher Newport University                        | Contextualizing Taylor Swift                                                        | Understanding Swifts many identities: musician, poet, feminist, politician, cult leader et cetera | [ 329 ]         |
| Ghent University                                      | Literature: Taylor's Version                                                        | Critical analysis of Swift's writing techniques, styles and themes against classical English literature | [ 330 ]         |
| Harvard University                                    | Taylor Swift and Her World                                                          | Literary and aesthetic analysis of Swift's music, lyrics, influence and artistry in the context of American art, culture and literature                                                                                                | [ 331 ]         |
| New York University Tisch School of the Arts          | Swiftology 101                                                                      | Swift's creative music entrepreneurship, legacy, image, genres, fandom, and analyses of youth, girlhood, race, ownership, American nationalism, and social media                                                                       | [ 332 ]         |
| Northeastern University                               | Speak Now: Gender & Storytelling in Taylor Swift's Eras                             | The impact of women's literary and cultural contributions to genre and narrative on the artistry of Swift's ten musical eras | [ 333 ]         |
| Northeastern State University                         | Taylor Swift, the Woman, the Music, the Industry                                    | Impact of Western music history on Swift's output | [ 334 ]         |
| Northern Kentucky University                          | The Poetry of Taylor Swift                                                          | Swift's lyrical styles and poetic techniques | [ 335 ]         |
| Queen Mary University of London                       | Taylor Swift and Literature                                                         | Swift's lyricism as literature, its canonicity, literary value, and critical theory in political, national, and historical contexts | [ 336 ]         |
| Queen's University at Kingston                        | Taylor Swift's Literary Legacy                                                      | Swift's sociopolitical impact on contemporary culture, the recontextualization of her songs as literature, and exploration of her work within feminist and queer theory                                                                | [ 337 ]         |
| Quinnipiac University                                 | Taylor Swift: Cultural Mirrorball                                                   | Chronology and theoretical frameworks behind Swift's repertoire and legacy | [ 338 ]         |
| Università Rice                                       | Miss Americana: The Evolution and Lyrics of Taylor Swift                            | Swift's cultural impact, songwriting evolution, femininity, social media, public opinion, whiteness, and feud | [ 339 ]         |
| Salem State University                                | The Media Impact and Societal Influence of Taylor Alison Swift                      | Swift's influence on American life and politics | [ 340 ]         |
| St. Thomas University (Canada)                        | Communications and Taylor Swift                                                     | Swift's marketing, communication strategies, and use of social media | [ 341 ]         |
| Università di Stanford                                | All Too Well (Ten Week Version)                                                     | In-depth analysis of All Too Well | [ 342 ]         |
| Università di Stanford                                | The Last Great American Songwriter: Storytelling With Taylor Swift Through the Eras | Literary analysis of Swift's repertoire, lyrical evolution, and cultural impact | [ 343 ]         |
| Università di Buenos Aires                            | Who’s Taylor Swift Anyway, ew                                                       | Lo studio dell'opera di Taylor Swift ci consente di affrontare: la costruzione dell'identità, il ruolo della donna, l'influenza della cultura popolare, il potere della musica come strumento di espressione e trasformazione sociale. | [ 344 ]         |
| University of California, Berkeley                    | Artistry and Entrepreneurship: Taylor's Version                                     | Swift as a songwriter, business woman and creative influence, and her impact on literature, economics, business and sociology | [ 345 ]         |
| University of Central Florida                         | Rhetoric in Popular Culture (Taylor's Version)                                      | Rhetorical theories and strategies in pop-culture discourses and media with focus on Swift | [ 346 ]         |
| University of Cincinnati                              | Topics in Popular Music: Taylor Swift                                               | | [ 347 ]         |
| University of Cincinnati                              | Philosophy: Taylor’s Version                                                        | | [ 347 ]         |
| University of Cincinnati                              | Topics in Writing Studies: Taylor Swift                                             | | [ 347 ]         |
| University of Delaware                                | Taylor Swift and the American Dream                                                 | Swift as an American Dream | [ 347 ]         |
| University of Florida                                 | Musical storytelling with Taylor Swift and other iconic female artists              | Investigation of the storytelling in songs by female artists such as Aretha Franklin, Billie Holiday, and Dolly Parton, with emphasis on Swift                                                                                         | [ 348 ]         |
| University of Houston                                 | The Entrepreneurial Genius of Taylor Swift                                          | Swift's entrepreneurship, marketing, fan engagement, community building and branding strategies | [ 349 ]         |
| University of Kansas                                  | The Sociology of Taylor Swift                                                       | Swift's fans as a community of interest and subculture | [ 350 ]         |
| University of Miami School of Law                     | Intellectual Property Law Through the Lens of Taylor Swift                          | Swift's re-recorded albums, trademarks, copyrights, contracts, lawsuits, privacy and other legal issues | [ 351 ]         |
| University of Missouri                                | Taylor Swiftory: History & Literature Through Taylor Swift                          | Swift as a historical literary source | [ 352 ]         |
| University of the Philippines Diliman                 | Celebrity Studies: Taylor Swift in Focus                                            | Swift's celebrity and its impact on the relationships between the public, media, class, politics, gender, race, and success | [ 353 ]         |
| University of South Carolina                          | Life is Just a Classroom: Taylor's Version                                          | Swift's business aspects, such as her economic impact, ticket sales, merchandise, philanthropy, fandom, and corporate sponsorships | [ 324 ]         |
| University of South Dakota                            | The Taylor Swift Effect                                                             | Intersection of Swift and the law, such as her re-recorded albums and copyright issues | [ 302 ]         |
| University of Texas at Austin College of Liberal Arts | The Taylor Swift Songbook                                                           | Formalist literary criticism of Swift's songs alongside poets such as William Shakespeare, John Keats, Robert Frost, Emily Dickinson and Sylvia Plath                                                                                  | [ 354 ]         |
| University of Victoria                                | Major Author: Taylor Swift                                                          | Literary analysis of Swift's lyricism | [ 355 ]         |
| Xavier University                                     | Taylor Swift in Context                                                             | Swift's music in the stylistic and cultural context of her career | [ 356 ]         |